# محافظة المنوفية
محافظة المنُوفيّة هي محافظة مصرية تقع شمال العاصمة القاهرة في جنوب دلتا النيل، وعاصمتها وأكبر مدنها هي مدينة شبين الكوم، تضم المحافظة مدينة السادات الجديدة المستقطعة من محافظة البحيرة عام 1991. بلغ عدد سكانها 4,823,447 نسمة في تقدير 2025، ومساحتها 2499 كم². وينحصر حوالي نصف مساحة المحافظة فيما بين فرعي نهر النيل دمياط ورشيد، بينما النصف الآخر يمتد كظهير صحراوي غرب فرع رشيد ليضم مركز السادات أكبر مراكز المحافظة. وتتألف المنوفية بشكلٍ عام من 9 مراكز إدارية تضم 10 مدن هي: شبين الكوم ومنوف ومدينة السادات وسرس الليان وأشمون والباجور وقويسنا وبركة السبع وتلا والشهداء.
أهم المؤسسات التعليمية بالمحافظة جامعة المنوفية التي أنشئت بقرار جمهوري عام 1976. وبمدينة السادات جامعة أخرى تسمى جامعة مدينة السادات أسست بموجب القرار الجمهوري لسنة 2013 بعد أن كانت فرعاً لجامعة المنوفية، بالإضافة إلى جامعة الريادة للعلوم والتكنولوجيا بمدينة السادات، وجامعة الدلتا التكنولوجية بقويسنا، وجامعة المنوفية الأهلية في طوخ طنبشا وجامعة مدينة السادات الأهلية، بالإضافة إلى كليات جامعة الأزهر بشبين الكوم والسادات.
النشاط الاقتصادي الرئيسي لسكان المحافظة هو الزراعة، لأن أراضي المنوفية القديمة فيما بين فرعي النيل تتميز بخصوبة التربة ووفرة مياه الري بشكلٍ دائم من نهر النيل، كذلك الزراعة موجودة بصحراء مركز السادات عن طريق استصلاح الأراضي، وتشتهر القطن والذرة الشامية والقمح. كذلك يساهم النشاط الصناعي بقوة بجانب النشاط الزراعي، خصوصاً بعد ضم مدينة السادات للمحافظة التي تعد من أكبر المدن الصناعية في مصر، كذلك توجد مناطق صناعية أخرى بمدينة قويسنا بجانب صناعات خفيفة بمدينة شبين الكوم.
يخترق المحافظة ثلاثة من أهم الطرق في مصر، أولهما طريق القاهرة الإسكندرية الزراعي، والثاني هو طريق القاهرة الإسكندرية الصحراويوالثالث هو الدائري الإقليمي، بينما تعاني معظم طرق المنوفية الباقية من سوء حالتها وإهمالها رغم كثرة الوصلات النقلية التي تصل معظم أنحاء المحافظة ببعضها. وتعرف المحافظة بأنها مسقط رأس أربعة من الرؤساء الخمسة الأحدث في مصر، بالإضافة إلى الكثير من أصحاب المناصب العليا في الجهاز الإداري للدولة.

## التسمية
وقد ظهر اسم المنوفية الحالي نسبةً إلى مدينة منوف الحالية، التي كانت قرية فرعونية قديمة معروفة باسم «بير نوب»، الذي يعني «بيت الذهب»، واسم منوف اشتق من اسمها القديم من نفر بالمصرية القديمة وبانوفيس باللغة القبطية وأونوفيس بالرومية (باللاتينية: Onouphis)، والذي تحوّر إلى مانوفيس بعد الفتح الإسلامي لمصر، وتعني «الأرض الطيبة»، ولسهولة النطق أصبح يُطلق عليها من نوفي، ومع الوقت أصبحت مِنوف.

## الجغرافيا

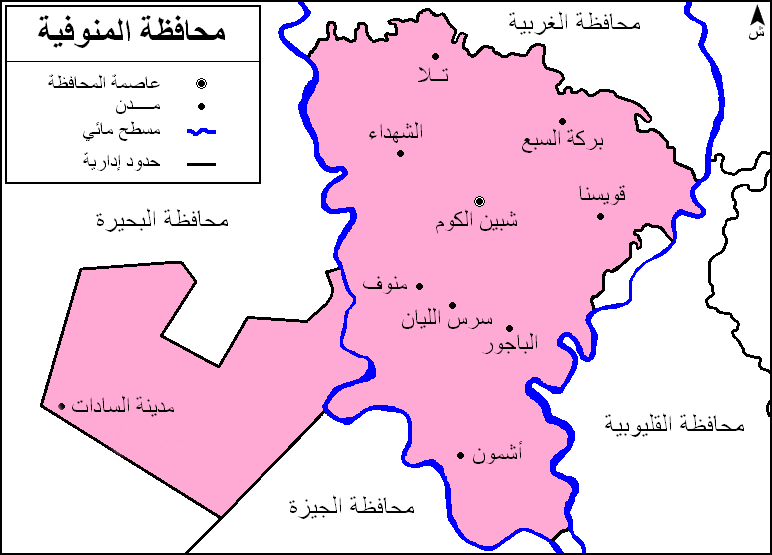
الحدود الإدارية لمحافظة المنوفية.

تنحصر محافظة المنوفية بين فرعي النيل رشيد ودمياط في جنوب الدلتا شمال مصر، وهي على شكل مثلث رأسه في الجنوب وقاعدته في الشمال، تقع محافظة المنوفية جنوب دلتا النيل شمال مصر، ويحدها: من الشمال محافظة الغربية، ومن الشرق محافظة القليوبية، من الغرب قطاع من نهر النيل - فرع رشيد، ومحافظة البحيرة، ومن الجنوب محافظة القليوبية ومحافظة الجيزة. كانت مساحتها 1,532.1 كم² أي ما يمثل 1.5% من مساحة جمهورية مصر العربية. وامتدت المحافظة في بداية تسعينيات القرن العشرين لغرب فرع رشيد، لتضم مركز السادات بعد استقطاعه من محافظة البحيرة بقرار جمهوري سنة 1991، لتبلغ مساحتها الحالية 2499 كم².
وتمتد أراضي المحافظة من الجنوب إلى الشمال لمسافة 64 كم من رأس دلتا النيل جنوباً، حتى الطرف الشمالي للمحافظة في حدودها مع محافظة الغربية. بينما تمتد على المحور العرضي لأكثر من 80 كم، من فرع دمياط شرقاً إلى أقصى الطرف الغربي لمدينة السادات في حدودها مع محافظة البحيرة. وكانت امتدادها العرضي قبل ضم مركز السادات حتى فرع رشيد فقط، وبعد ضمه عام 1991؛ أصبح قطاع من فرع رشيد مجرى داخلي، والذي يمتد من كفر داود شمالاً حتى الخطاطبة جنوباً.

### التضاريس
ينحدر السطح بصفة عامة ناحية الشمال، ويدل ذلك على أن الإرساب النهري وسط الدلتا أسرع من جانبيها الشرقي والغربي. وقد تأثرت شبكة الري والصرف في المحافظة بانحدار الأرض، إذ تتجه الترع صوب الشمال متمشية مع الانحدار العام، وتقوم الفروع بتكملة بعضها في ري الأحواض الزراعية. يأخذ سطح المحافظة الشكل السهلي المستوي إلى حد كبير، حيث يبلغ معدل الانحدار العام لأراضي ما بين فرعي دمياط ورشيد 1 : 7000، وهو معدل يفوق المعدل العام للانحدار في الدلتا الذي يبلغ 1 : 10000، ويعود ذلك إلى إرساب النهر للمفتتات الخشنة أولاً ثم الناعمة بالاتجاه شمالاً، وقد أثر هذا في قوام التربة على طول امتداد المنطقة.
أما بالنسبة لأراضي غرب فرع رشيد، المتمثل في مركز السادات، فيضم جزءاً من المعمور الفيضي القديم المنخفض السطح والمتاخم للصحراء، والذي يتراوح سطحه ما بين خط كنتور 15 م إلى 20 م فوق مستوى سطح البحر، وإلى الغرب منه يوجد جزء انتقالي فيضي - صحراوي يتراوح سطحه ما بين 30 م إلى 75 م فوق سطح البحر، وتأتي أراضي مدينة السادات إلى الغرب من النطاق الانتقالي، ويتراوح سطحها ما بين 20 م إلى 50 م فوق مستوى سطح البحر. ويتميز سطح منطقة السادات بأنه هضبي متموج، ويتبع الانحدار العام لغرب الدلتا من الجنوب الشرقي إلى الشمال الغربي، مع اختلاف بسيط بالنسبة للحافة الشرقية المتاخمة للمعمور الفيضي القديم لأراضي المنوفية ما بين الفرعين.
غالبية أراضي المحافظة رسوبية نهرية حديثة التكوين ثقيلة القوام عمقها من 80 إلى 120 سم يليها تربة طينية طمييه متوسطة القوام أو تربة رملية طمييه خفيفة القوام. تضم المحافظة وحدتين هيدروجيولوجيتين رئيسيتين؛ الأولى هي وحدة الهيولوسين شبه المنفذة وتتكوّن من طبقات من الطمي والطين، والثانية هي خزان البلايستوسين، ويتألف بشكل أساسي من الرمل والزلط، مع كميات قليلة من الطين. وتتركز هذه الوحدة الأخيرة في غرب المحافظة وفي المناطق الواقعة شرق فرع رشيد.

### نظام الري

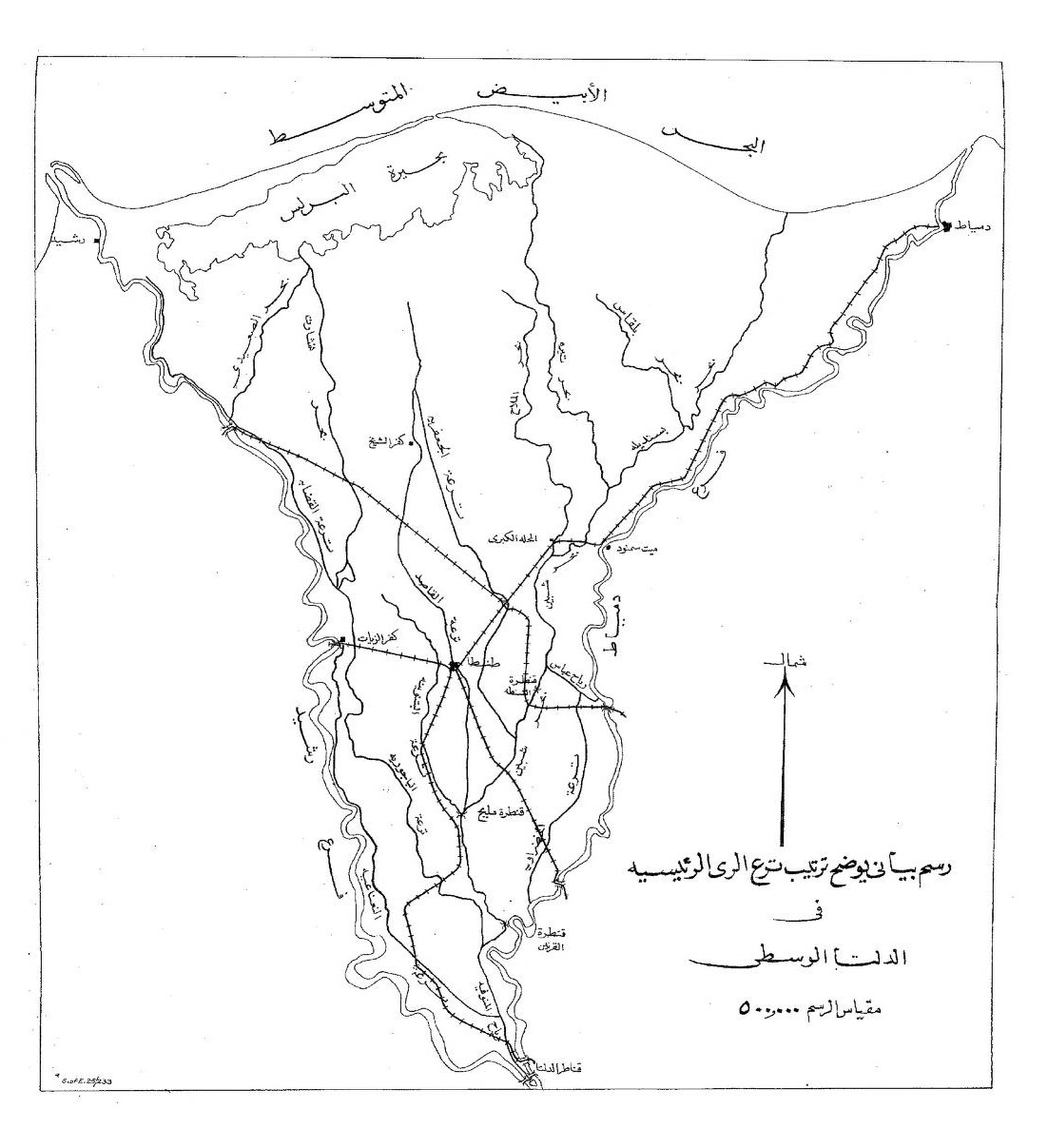
خريطة لوسط الدلتا تظهر الترع الرئيسية بها والسكة الحديد والقناطر المهمة.

يستخدم لري مزارع المحافظة 1.44 مليار متر مكعب ونحو 700 مليون متر مكعب من مياه الصرف المعالجة. تخرج أغلب الترع التي تروي حقول المنوفية من الرياح المنوفي، الذي يستمد مياهه من نهر النيل عند قناطر الدلتا. وقد حُفر هذا الرياح في عام 1890 لتحول مخارج الترع إليه، بعدما كانت تأخذ مياهها مباشرة من النيل، وذلك لتيسير أعمال تطهيرها وصيانتها.
وتبدأ الترع المتفرعة من الرياح المنوفي بترعة النعناعية ثم السرساوية، تسير الترعتان بمحاذاة فرع رشيد وترويان الأراضي الزراعية الواقعة بين الرياح والفرع. وينتهي مجرى الرياح عند قنطرة القرينين، وهناك تتفرع منه ترعة الباجورية المتجهة نحو كفر الزيات، وبحر شبين الذي يخترق محافظة الغربية، وتتفرع من ضفته اليسرى ترعتي القاصد والبتانونية من عند قناطر مليج. وتتفرع أيضا ترع ثانوية عن الرياح المنوفي منها ترع الساحل والعطف والخضرواية التي تسير بين فرع دمياط وبحر شبين، إضافة إلى ترع الشنشورية وتلوانه ورياح بني العرب وترعة سبك ومشيرف وبحر سيف.
بينما يختلف مركز السادات اختلافًا كبيرًا عن باقي المنوفية، فالقرى القديمة الشرقية تستخدم مياه ترعة الخطاطبة وهي امتداد لرياح البحيرة الذي يخرج من عند القناطر، أما القسمين الأوسط والغربي فمعظمها أراضي صحراوية مستصلحة تعتمد على المياه الجوفية في ريها بشكل أساسي، فالقسم الأوسط يمثل مساحته 32.3% من مساحة المركز، أما القسم الغربي فهو الحزام الأخضر المحيط بمدينة السادات من جميع الجهات، ويمثل 57.7% من مساحة المركز. وقد استصلحت المحافظة 70 ألف فدان بهذا المركز منذ ضمه إليها.
يتكون نظام الصرف بالمنوفية من 2860 مصرف مجموع أطوالها 3745,5 كم، يمكن تقسيم نظام الصرف الزراعي في المحافظة إلى منطقتين أساسيتين: شرقية وغربية. المنطقة الشرقية هي الأراضي الواقعة شرق بحر شبين، وتبلغ مساحتها نحو 120,000 فدان، وتعتمد في صرفها على مصرف العطف تنتهي فيها عدد من المصارف الفرعية، قبل أن يصب هو في مصرف زفتى الرئيسي، والذي بدوره ينتهي في مصرف الغربية الرئيسي. وتشمل المنطقة الغربية باقي المحافظة (باستثناء مركز السادات) بمساحة 160,00 فدان، ويقوم الصرف فيها على مصرف سبل الرئيسي، الذي يبدأ من جنوب مركز أشمون ويتجه شمالًا بمحاذاة ترعة النعناعية حتى يصل إلى قرية طملاي، وهناك تنتهي مياهه إلى فرع رشيد أو ترعة الباجورية. ولا تؤثر مياه المصرف تأثيرًا كبيرًا في مياه ترعة الباجورية بسبب كثرة المياه الجارية فيها مقارنة بكميات مياه الصرف الواردة. يساعد في تصريف هذه المنطقة أيضا بحر (ترعة) الفرعونية الذي يمتد قطاعه الأسفل من قرية كفر الخضرة وحتى منوف، ويمتد قطاعه الأعلى من منشأة غمرين وحتى دبركي.

## التاريخ

### التاريخ القديم

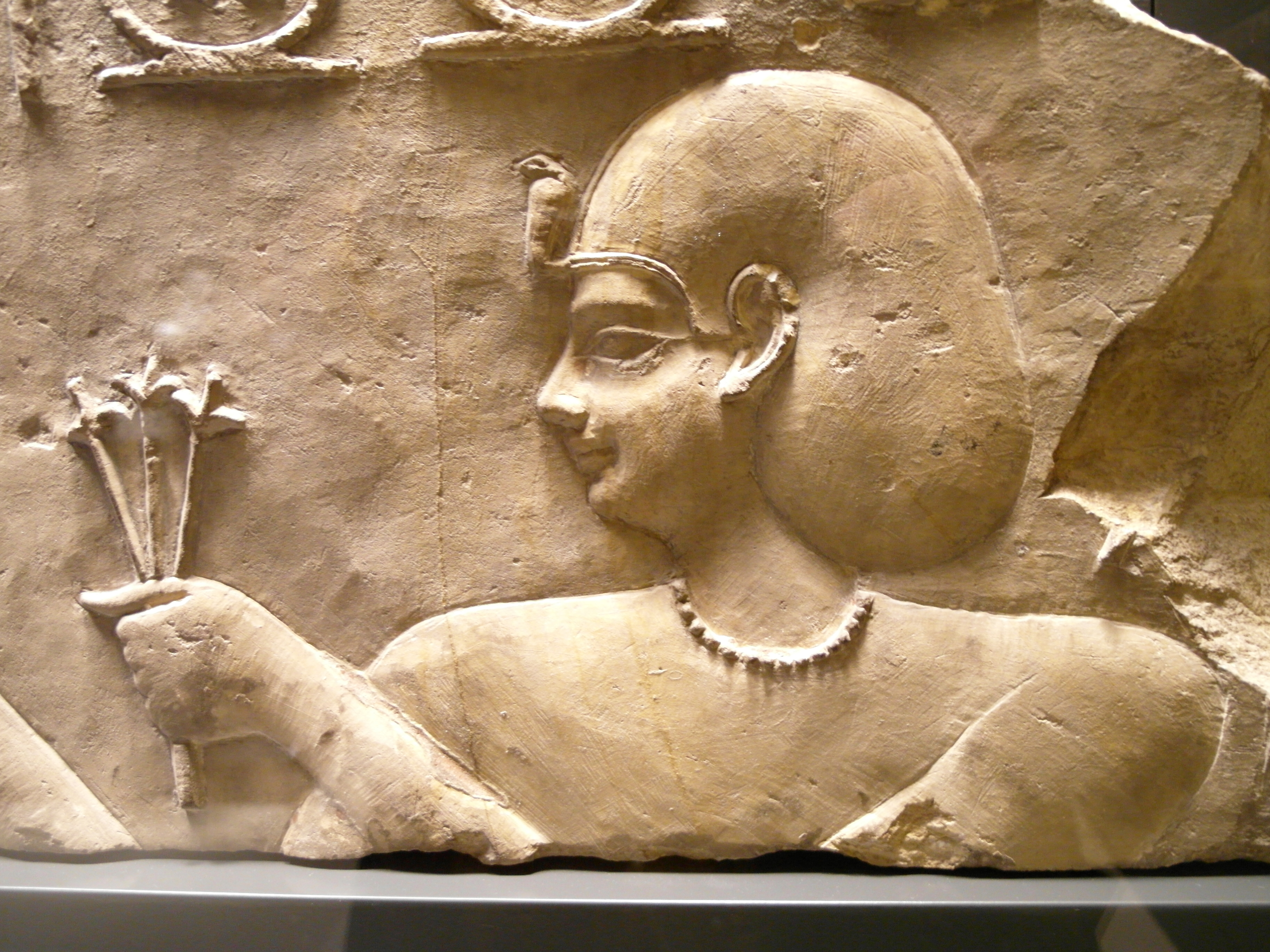
صورة الملك بطليموس الأول من معبد حتحور في كوم أبو بِلّو.

في العصر الفرعوني كانت أراضي دلتا النيل الجنوبية ضمن المقاطعة الرابعة المعروفة باسم نيت شمع (نيت الجنوبية) وكانت عاصمتها «بر زقع» الواقعة مكان قرية زاوية رزين الحالية بمركز منوف، أهل هذه المقاطعة كانوا يعبدون بتاح ثم تحولوا إلى عبادة سبك، الذي توجد قرى اليوم بالمحافظة تعرف باسمه مثل سبك الضحاك وسبك الأحد. ولكن كانت منطقة قويسنا تتبع المقاطعة التاسعة (عنزت) التي كانت عاصمتها أبو صير ومعبودها عنيزتي. برزت مدينة مِسَد (مصطاي) بين مدن الدلتا بعصيانها الملك الكوشي بعنخي الذي دان له خمسة عشر أميرًا من كبار أمراء، وذلك بتحريض من تف نخت حاكم سايس، فأرسل بعنخي إليها جيشًا من جيوش بادي إيزيس حاكم أتريب الذي كان من أبرز أعوانه، فأُخمدت الثورة وأقطع بعنخي المدينة لحاكم أتريب.
اشتهر كوم أبو بلو (اليوم طرانة) في القرن الثالث قبل الميلاد بموقعه الاستراتيجي بالنسبة للقوافل التجارية المتجهة من موانئ البحر الأبيض المتوسط إلى غرب الدلتا والعكس، ولا سيما تجارة الملح الخارجة من وادي النطرون، وكان في الموقع معبد لحتحور، عُثر فيه على كتل حجرية تحمل اسم الملك بطليموس الأول، ومعبد آخر لأبولو. وفي العصر الروماني كانت كلها تتبع لإقليم مصر ولكنها كانت مقسمة إلى وحدتين إداريتين؛ الأولى باسم كونيو وتقع بمنطقة جزيرة قويسنا ما بين فرع دمياط وبحر شبين وتتبع الأبروشية الثالثة، والثانية باسم طوا التي ضمت باقي أراضي المنوفية شرق فرع رشيد وتتبع الأبروشية الرابعة.
من المدن المهمة في العهد الروماني رانوثيس التي كانت أسقفية تابعة لكرسي الإسكندرية، وقد عرف من أساقفتها أرسانثيوس الذي كان أسقفًا في عام 404، وأولوجيوس الذي حضر مجمع أفسس عام 431م. ومنوف التي خرج منها بابا الإسكندرية الثاني والخمسين يوساب الأول، كانت المدينة تضم حصنًا منيعًا شيّده الإمبراطور الروماني تراجان. ذكر أن المدينة كانت إحدى المدن المهمة في ثورة هرقل الأكبر، إذ سيطر عليها في بادئ الأمر القوات الداعمة لفوقاس، ولكن مع سيطرة نقيتاس على الإسكندرية عاصمة القطر المصري، استطاع حزب الثورة الانقلاب على الداعمين، فنهب دار الحاكم ومنازل القادة الرومانيين، وفتح أبواب المدينة لسرية نقيتاس. غير أن القائد بونوسوس، أحد أنصار فوقاس، تمكن لاحقًا من دخول المدينة والسيطرة، لكن ما لبث نيقتاس أن اقتحم المدينة بعد فرار بونوسوس منها في جنح الليل. وكان لنقيوس أيضا دور في الثورة فقد كانت أحد المدن الشهيرة في جنوب الدلتا، واشتهرت أيضا بأنها مسقط رأس القديس مارمينا والمؤرخ يوحنا النقيوسي، الذي كان أسقف المدينة أثناء الفتح الإسلامي.

### التاريخ الأوسط

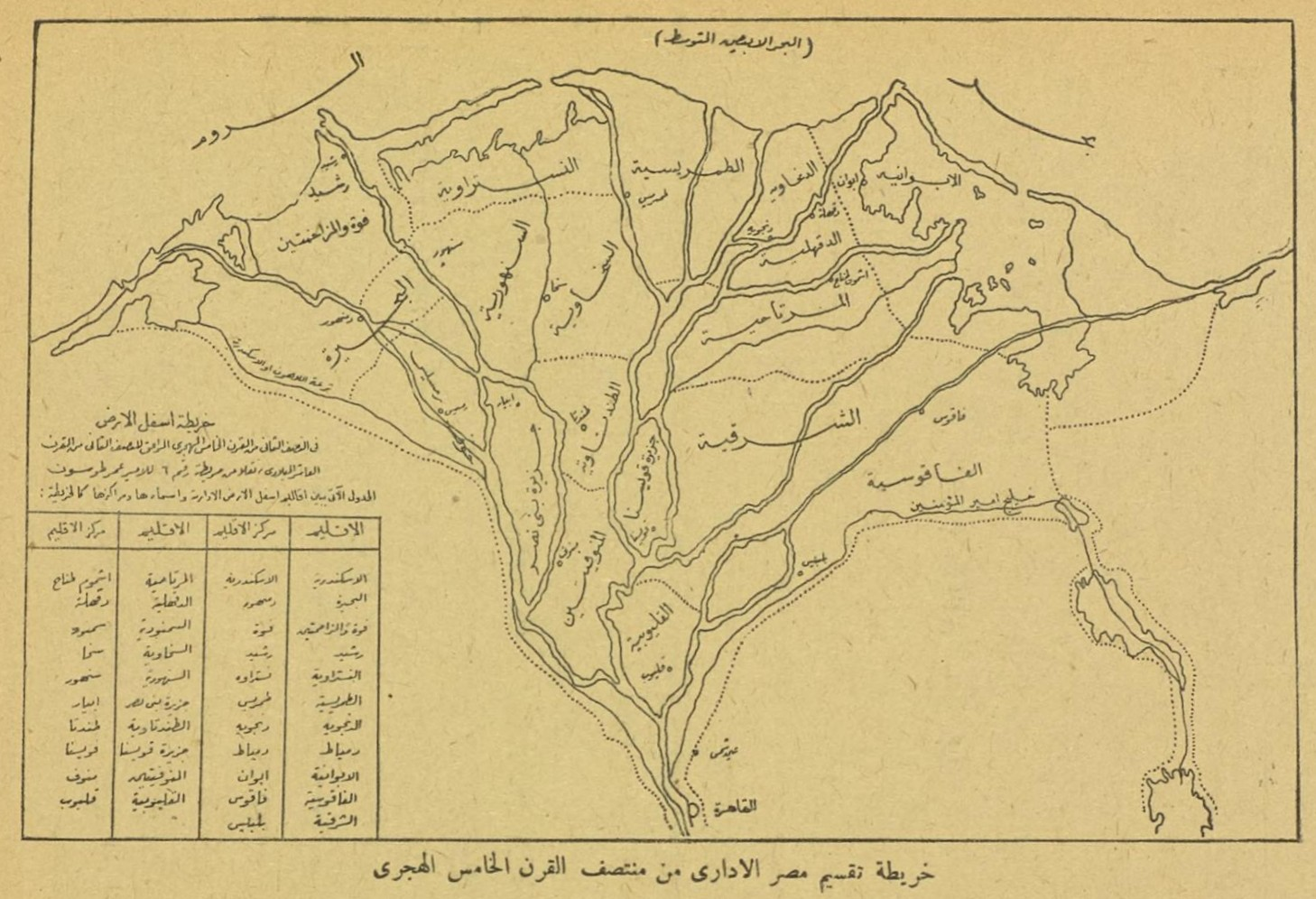
خريطة تقسيم وجه بحري الإداري في منتصف القرن الخامس الهجري.

مر عمرو بن العاص بجيشه أثناء فتح مصر بمدينة نقيوس، فسارع سكان المدينة إلى التسليم، بينما رفضت الحامية البيزنطية بحصن المدينة الاستسلام، فاصطدم عمرو بأفراد الحامية، وتعرض جيش المسلمين لوابل من السهام، حتى أصيب فرس عمرو بن العاص بسهم في عنقه، فنزل عنه. ثم كر المسلمون على الحامية فهزموها، وفرت فلول المنهزمين إلى الإسكندرية. تغير مسمى الأقاليم فقط بعد الفتح الإسلامي؛ ثم فصلت منطقة الدلتا الوسطى لتشكل إقليم الجزيرة الذي كان يشمل المنوفية الحالية، وكانت مقسمة بين كور دميسيس ومنوف وطوه منوف. تذكر أشهر الروايات عن محمد بن الفضل أنه قتل بمعركة وقعت في عام 65 هـ بين أهل مصر المناصرين لعبد الله بن الزبير بقيادة عبد الله بن جحدم والجيش الأموي بقيادة مروان بن الحكم، انتهت المعركة بانتصار مروان، ودفن المصريون قتلاهم ومنهم محمد، بالمكان الذي عرف لاحقا بمقابر الشهداء. القولان الأخران أنه ربما أتى مع الفتح الإسلامي أو أثناء فتنة مقتل عثمان.

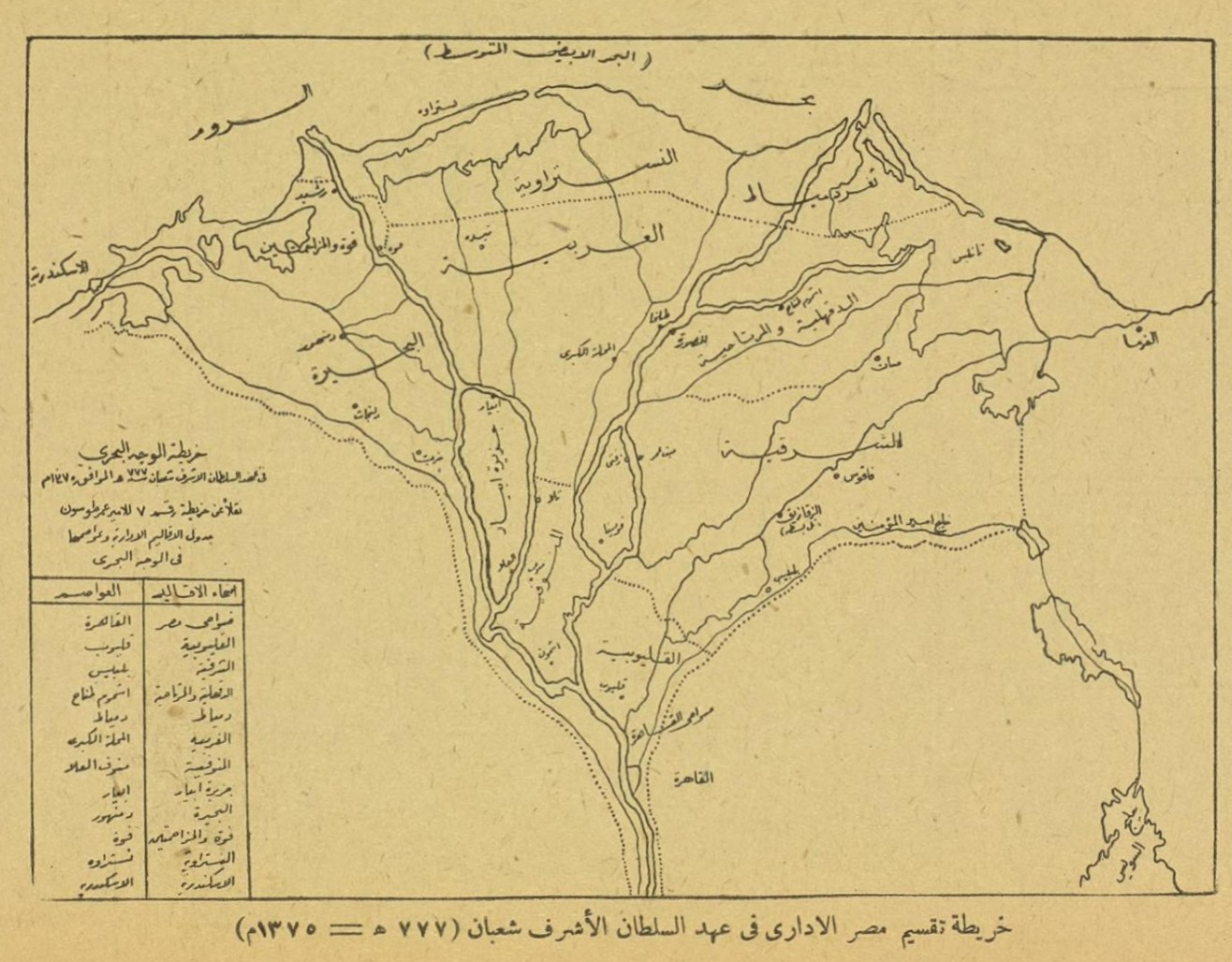
خريطة وجه بحري في عهد السلطان الأشرف شعبان في عام 777 هجري أي 1375 ميلادية.

تأثرت المنوفية بالخلاف بين الأمين والمأمون، إذ استغل قواد مصر الفرصة وحاول كل منهم الاستئثار بحكم البلاد، وشهدت أرض شطانوف وسفط سلبط عدة بين عبد العزيز بن الجروى والسري بن الحكم، واستمرت الحرب بينهما سجال حتى استطاع بن الجروى أن يستولي على شرقي الدلتا وجنوبها. ونزل من العرب بالمنوفية ابتداء من القرن الثاني الهجري بنو كلاب والزبيريون والبرانقة وبنو بركين الذين استقروا بجزيرة قويسنا، واستقر بنو نصر أحد بطون هوازن بجزيرة بني نصر التي عرفت بهم.
وفي عصر الدولة الفاطمية أصبحت الوحدة الإدارية بالإقليم تسمّى المنوفيتان، لأنها كانت تشمل كورتي منوف السفلى ومنوف العليا. تأثرت أرض المنوفية بالسلب مع دخول عصر المنوفية، بسبب أنها كانت مسرح المعارك بين الأتراك والمغاربة التي وقت بعصر المستنصر بالله، وما صاحبها من سلب ونهب للمدن والقرى. وفي هذا العصر استقرت بالمنطقة بعض قبائل الأمازيغ منهم لواته التي غلبت بني نصر وسكنت مساكنهم، ويذكر من بطونها التي استقرت بالمنطقة الوسوة وبنو مصلة وبنو الشعرية وبنو عبيد ومعهم أحلاف من مزاتة وزنارة وهوارة.
وفي الروك الناصري الذي أجري في عهد الناصر محمد بن قلاوون عرفت باسم المنوفية وكان عدد بلادها 133 ناحية مساحتها الإجمالية 151,405 فدان. كان يدير المنوفية في العهد المملوكي والي من أمراء الطلبخانة، ثم جُعل فوق واليها في عهد المماليك البرجية كاشفٌ عام، يُشرف على ولاة الوجه البحري كافة، وعُرف صاحبه باسم والي الولاة. وأصبحت تسمى بالأعمال المنوفية عام 1315. وفي سنة 1527 في بداية العصر العثماني سُميت ولاية المنوفية، وضم إليها عمل جزيرة بني نصر الذي كانت تبلغ مساحته 245,622 فدان.

### التاريخ الحديث
وقد شهدت المنوفية أثناء الحملة الفرنسية على مصر عدة معارك دارت بين الفرنسيِّين والأهالي، أبرزها معركة غمرين وتتا التي وقعت في 13 أغسطس، حين منع أهل الجنرال فوجير حاكم الغربية من التوجه إلى المحلة، فطلب الأخير المدد من الجنرال زايونشك حاكم المنوفية آنذاك. فاشتبك الطرفين في معركة استمرت ساعتين ثبت الأهالي وبالأخص أهل غمرين، حتى بل شاركت النساء في دفع الفرنيسين. سقط في المعركة ما بين 400 إلى 500 من الأهالي، وقتل فرنسي وجرح اثني عشر رجلا. وعقب المعركة، أضرم الفرنسيون النار في القريتين انتقامًا من السكان.

وقعت حادثة أخرى بين الفرنسين والأهالي هي واقعة عشما التي هاجم فيها الجنرال لانوس حاكم المنوفية القرية في 20 أكتوبر، لإخضاع زعيم بها يسمى ابن شعير عرف بالسطوة وشدة البأس، فوصلها الساعة الثانية في منتصف الليل، ووقعت مناوشات بين الطرفين، انتهت بمقتل ابن شعير. فرح لانوس بمقتله فرحًا شديدًا وأرسل إلى نابليون يخبره بالأمر وأنه لولا البغتة لأصابه جهد كبير من مقاومة ابن شعير. ثم توجه الفرنسيون للسيطرة على القرى التي كانت تحت أمرته، ولكنهم واجهوا مقاومة من أهالي سلامون وسرسنا. غير الفرنسيون من حدود التقسيمات الإدارية، فأصبحت الغربية تشمل كل جزيرة قويسنا حتى بقيرة بالجنوب، ومُدت حدود المنوفية الشمالية لتشمل طنطا ومحلة مرحوم وحتى كوم النجار بالشمال، فيما كانت قرى غرب فرع رشيد تتبع لإقليم الجيزة.

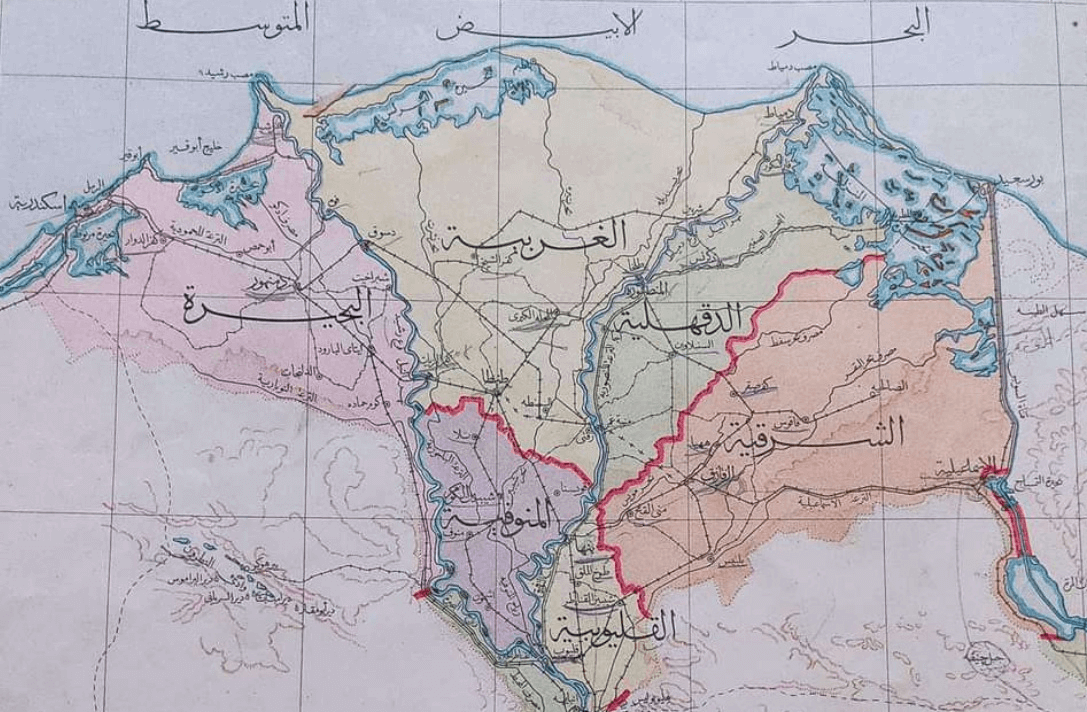
خريطة لوجه بحري سنة 1900 تظهر فيها مديرية المنوفية

ظل هذا التقسيم معمولًا به بعد خروج الفرنسيين حتى تملك محمد علي لمصر، حين غير تسمية المنوفية إلى مأمورية بعام 1826، ونقل العاصمة من منوف إلى قرية شبين الكوم لتوسط موقعها بين أنحاء المديرية وأصبحت مدينة. نقل عاصمة مديرية المنوفية ثم أصدر قراراً بتقسيم المديرية إلى أربعة أقسام هي: مليج ومنوف وأشمون وأبيار، ثم قسمت في مارس 1826 إلى مأمورية قسم منوف وأشمون ومأمورية قسم إبيار ومليج. أصدر محمد علي أمرًا في أوائل عام 1249 هـ (1833 م) باستبدال تسمية المأمورية باسم مديرية لتعرف باسم مديرية المنوفية. وأجرى محمد علي عدة تعديلات على تقسيم المديرية أخرى ونقل تبعية بعض بين المنوفية والغربية.
وقد ألغيت مديرية المنوفية عام 1856 في عهد سعيد باشا والي مصر وضمت مع مديرية الغربية لتشكل مديرية روضة البحرين. وألغاها الخديوي توفيق مرة أخرى عام 1866، ثم استقلت مرة ثانية في العام التالي 1887. وضمتا للمرة الثالثة والأخيرة في عام 1874 لمدة لا تزيد عن شهر، ابتغى الخديوي إسماعيل من مرتي التوحيد في عهده، حل مشكلة نزاع أهالي المديريتين حول الري.
أدخلت تعديلات هامة على الحدود الإدارية بين الغربية والمنوفية في أواخر القرن التاسع عشر، إذ نُقلت إدارة عدد من القرى من الغربية إلى المنوفية لقربها من قواعد مراكز الأخيرة والعكس صحيح. فقد صدر عن نظارة الداخلية في 12 مارس 1897 قرارٌ بإلغاء مركز سبك الضحاك وإنشاء مركز قويسنا من 23 ناحية من مركز سبك و12 ناحية من مركز زفتى ومثلهم من مركز السنطة، وفصل 16 بلدة عن مركز تلا وضمها إلى مركز كفر الزيات، ونُقلت إلى مركز طنطا 6 بلاد من مركز تلا وبلدة واحدة من مركز شبين الكوم. وأجريت تعديلات داخلية هي توزيع مراكز سبك بين مركز منوف وشبين وأشمون، ونقل قرى شبين الكوم ومنوف إلى تلا، ونقل 26 بلدة من منوف إلى شبين الكوم.

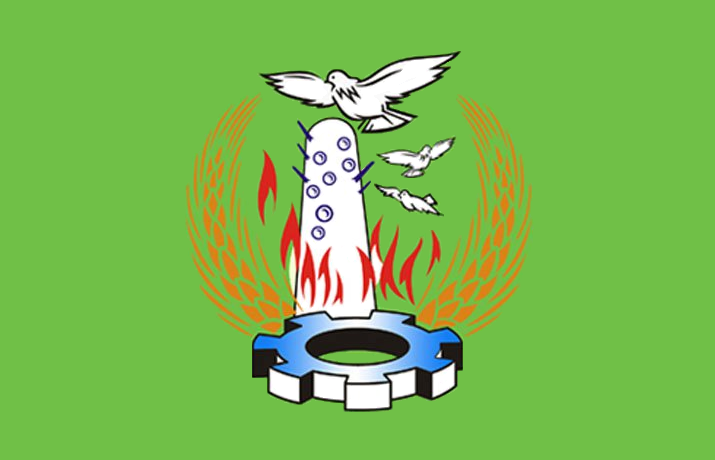
شعار النبالة الموجود في علم محافظة المنوفية يُظهر برج حمام تلتهمه النيران اللذان يرمزان إلى شهرة قرية دنشواي بالحمام إلى جانب احتراقه أثناء الحادثة الشهيرة التي وقعت بالقرية من قبل ضباط الاحتلال البريطاني، أما السنبلتين فيرمزان إلى الزراعة بجانب الخلفية الخضراء للعلم، أما الترس فيرمز إلى الصناعة.

وفى أيام الاحتلال البريطاني لمصر، اشتهرت حادثة دنشواي التي وقعت بأرض قرية دنشواي، ذلك أن في عام 1906 ذهب بعض بعض الضباط الإنجليز إلى قرية دنشواي لصيد الحمام؛ فراحوا يطلقون النار لأجل ذلك فأصابوا سيدة على سطح منزل، وأشعلوا النار في جرن حمام، فثار عليهم الأهالي، وهرب الضباط خوفاً منهم، فأصيب أحدهم بضربة شمس؛ ومات. فعقدت سلطة الاحتلال محاكمة صورية، أصدرت فيها حكماً بالإعدام شنقاً على أربعة من الأهالي، وقضت بالسجن والجلد على عشرين آخرين. وقد اتخذها مصطفى كامل دليلاً ضد بريطانيا في المحافل الدولية على ما تقوم به من ممارسات شنيعة ضد الأهالي دون وجه حقّ، حتى تمّ الإفراج عن مسجوني دنشواي عام سبتمبر 1907، ولذلك تحتفل محافظة المنوفية بعيدها القومي يوم 13 يونيو من كل عام تخليداً لشجاعة أهل دنشواي.

تطور التقسيم الإداري لمحافظة المنوفية.

وعلى مدى التاريخ الإداري للمحافظة، ظهرت بعض الوحدات الإدارية جديدة، ففي عام 1944 أنشئ مركز الشهداء بعد استقطاع أراضيه من مركزي تلا وشبين الكوم، وبعده بثلاث سنوات في عام 1947 أنشئ مركز الباجور بضم قرى من مراكز أشمون ومنوف وقويسنا وشبين الكوم. واقتطعت خمسة قرى من مركز تلا وضمت إلى مركز طنطا، كما اقتطعت سبع قرى أخرى وضمت إلى مركز كفر الزيات، وذلك في 6 أبريل عام 1955. أصبحت المديرية تعرف بمحافظة في عام 1960، وفي نفس العام نقلت تبعية عشر قرى من مركز السنطة. وفصلت ثمان قرى من قويسنا وألحقت بمركز بنها، وفصلت أربعة عزب أخرى عن مركز أشمون وضمت لمركز القناطر الخيرية. أنشئ في عام 1961 مركز بركة السبع من بعض القرى التابعة لمراكز قويسنا وتلا وشبين الكوم منها قرى السنطة التي فصلت. 

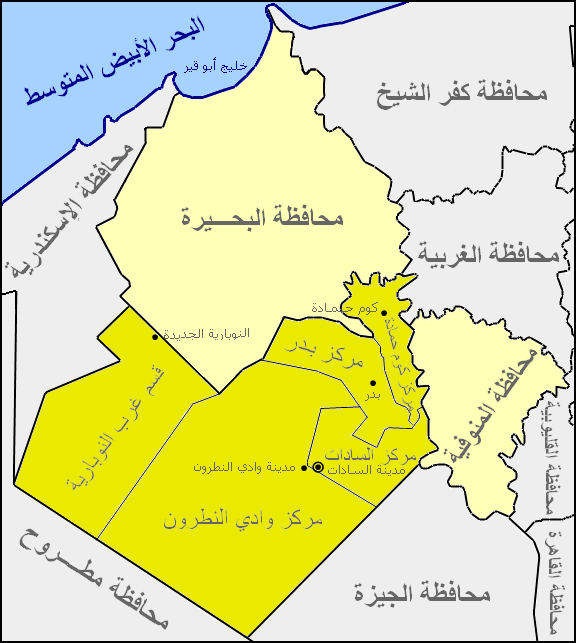
خريطة أوليّة لمحافظة السادات المقترح إنشائها:
مراكز محافظة السادات المقترح ضمها.
محافظتي البحيرة والمنوفية المستقطع منهما المحافظة المقترحة.

تحولت قرية سرس الليان إلى مدينة في عصر الرئيس أنور السادات مع تبعيتها لمركز منوف سنة 1975 وذلك بعدما قررت منظمة اليونسكو بناء المركز الإقليمي لتعليم الكبار (أسفك) بها عام 1952. وفي عام 1991، ضمت محافظة المنوفية مدينة السادات إليها بموجب قرار جمهوري من الرئيس السابق محمد حسني مبارك، وذلك لاستقطاعها من محافظة البحيرة بجانب بعض القرى التابعة لها. رغم أن المدينة بُنيت في الأساس لتكون العاصمة الجديدة بدلاً عن القاهرة، وأصبح مركز السادات قائم بذاته منذ عام 1992.
يطالب البعض اليوم بتحويل مدينة السادات عاصمة لمحافظة جديدة مستقلة تماماً عن المنوفية، وذلك لبُعدها عن محافظة المنوفية وعاصمتها وعدم ارتباطها إقليمياً وخدمياً بها، على أن تضم مركز وادي النطرون وقسم غرب النوبارية ومديرية التحرير ومركز كوم حمادة. وذلك بجانب تصاعد وتيرة مطالب قديمة من سكان البحيرة لعودتها كما كانت سابقاً لتبعية محافظة البحيرة.

## السكان
يسمى سكان المنوفية منوفيين أو منايفة، وقد بلغ عدد سكان محافظة المنوفية حوالي 4,823,447 نسمة حسب التعداد التقديري لعام 2025. يمثلون حوالي 4.51% من جملة سكان الجمهورية. كان عددهم 4,301,576 نسمة في تعداد 2017، منهم 3,410,840 نسمة يعيشون في الريف و890,736 يعيشون في الحضر، وبلغ عدد ذكور المحافظة 2,219,777 نسمة وعدد الإناث 2,081,799 نسمة.
عدد الأسر بالمحافظة 1046.63 ألف أسرة، بمتوسط حجم 4.11 فرد. يبلغ معدل المواليد 19.7 ألف مولود حي لكل نسمة وهو أقل من متوسط الجمهورية (البالغ 21.2)، ومعدل الوفيات 5.4 متوفي لكل نسمة وهو مقارب لمتوسط الجمهورية (البالغ 5.8)، أي أن معدل الزيادة الطبيعية يبلغ 14.3 مولود جديد لكل ألف نسمة. سُجل في الدفاتر الحكومية 7.6 عقد زواج مقابل 1.8 شهادة طلاق لكل ألف نسمة، في حين بلغ متوسط عمر الذكور عند الزواج الأول 29.1 سنة مقابل 23.6 سنة للإناث.

### النمو السكاني

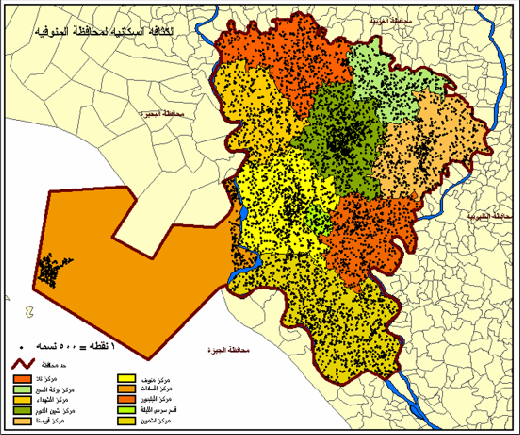
الكثافة السكانية بمحافظة المنوفية، النقطة الواحدة تعادل 500 نسمة.

بلغ عدد سكان محافظة المنوفية في تعداد عام 1927 حوالي 1,077,894 نسمة، زادوا بمقدار 61 ألف نسمة عام 1947، بنسبة 0.03% سنوياً. وقد زاد السكان بمقدار 29 ألف نسمة في الفترة بين عامي 1947 و 1960، بنسبة 1.4% سنوياً. وذلك بسبب انخفاض معدل الزيادة الطبيعية الناجمة عن زيادة الوفيات، بجانب زيادة نسبة المهاجرين من المحافظة.
واستمرت الزيادات السكانية فيما بعد لتبلغ 363 ألف نسمة في الفترة بين عاميّ 1960 و 1976، أي بنسبة 21.7% سنوياً. وبلغت الزيادة السنوية في السنوات العشر التالية (من 1976 إلى 1986) 561 ألف نسمة، أي بنسبة زيادة سنوية تبلغ 3.3%. ويرجع ذلك لزيادة الوعي الصحي المؤدي إلى تناقص عدد الوفيات. في حين بلغ معدل الزيادة الطبيعية 14.3 نسمة لكل ألف بعام 2022.

### توزيع السكان

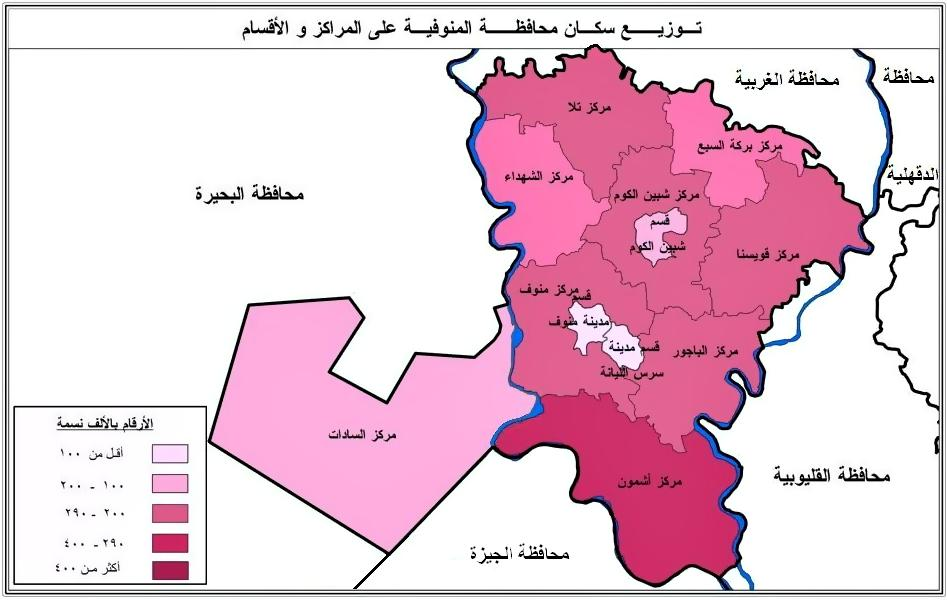
توزيع سكان محافظة المنوفية على المراكز والأقسام.

يتسم التوزيع النسبي للسكان في محافظة المنوفية حتى تعداد عام 1986 بالتشتت النسبي. إذ ينتشر السكان بنسب شبه متكافئة على مراكز المحافظة -قبل ضم مركز السادات- بنسب تتراوح بين 7.7% - 17.8% في تعداد عام 1960، وزادت الفجوة بينهما قليلاً إلى 24% في تعداد عام 1976، وأصبحت في تعداد 1986 تتراوح بين 7.5% و 19.%. وقد حدثت تغيرات فيما بعد عام 1986، حيث ضم مركز السادات عام 1991، والذي كان يسكنه وقت ضمه 3.45% من سكان المحافظة (تعداد مدينة السادات 18619 عام 1996) في مساحة تقدر بنسبة 35.7% من جملة مساحة المحافظة، أي أنه أصغر المراكز من حيث عدد السكان وأكبرها من حيث المساحة. يوجد اليوم المحافظة مركز على أعتاب المليون ساكن وهو مركز أشمون بعدد 943 ألف نسمة، ومركزان يزيد كل منهما على النصف مليون نسمة، هما: مركز قويسنا 550 ألف نسمة، وشبين الكوم 528 ألف نسمة.

### الدين
لا توجد نسبة حديثة واضحة لأتباع الديانات والطوائف، بسبب توقف الإحصاءات الرسمية المصرية عن ذكر عدد أتباع الديانات والطوائف منذ تعداد 1986. لكن مثل باقي محافظات ومدن مصر فالمسلمون السنة يشكلون أغلبية سكان المحافظة، يليهم المسيحيين الأرثوذكس مع وجود للطوائف الإسلامية والمسيحية الأخرى. جاء في ذلك التعداد أن المحافظة بها 1,866,719 مسلم (97.91%) و39,884 مسيحي (2.09%) وثلاثة من اليهود و41 من أتباع الديانات الأخرى من أصل 1,906,647 نسمة. يبلغ عدد المساجد بالمحافظة 4094 وزاري و756 مسجد تشرف عليه مديرية الأوقاف و82 كنيسة ودير.
بينما كان عدد يهود المنوفية في العصر الحديث ضئيل، إلا أن أخبارهم في العصر الفاطمي كانت كثيرة، وامتلئت مدينة مليج بهم، فكان فيها رئيس خاص لليهود يتولى أمورهم وقاضي محلي وأصحاب للمناصب الدينية. وكان لهم وجود بمنوف وفي شطانوف وتتا وغيرهم.

### الهجرة

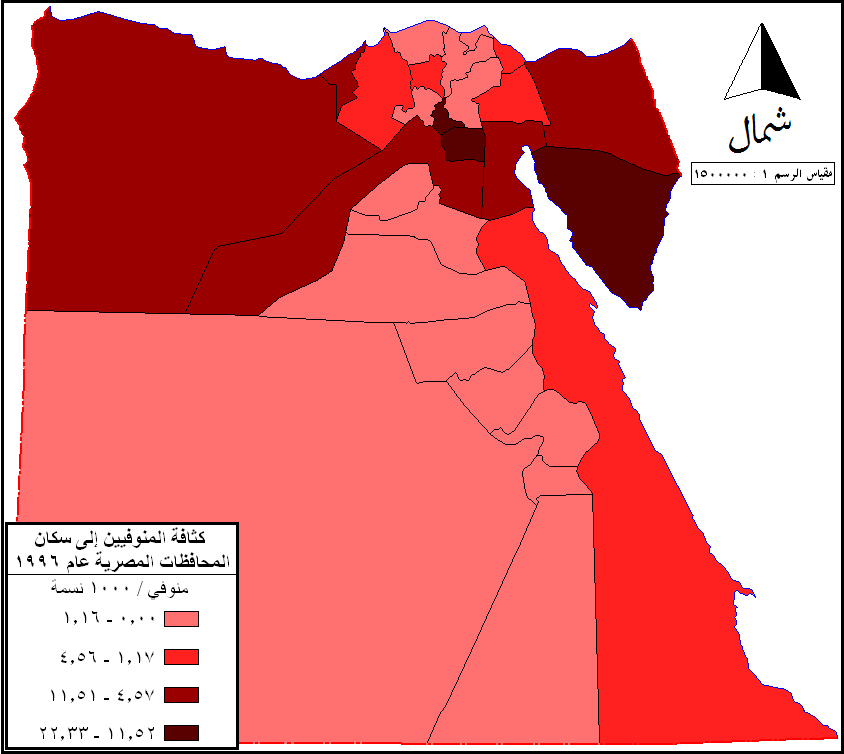
كثافة المنوفيين إلى سكان المحافظات المصرية عام 1996.

المنوفية اليوم أحد مراكز جذب السكان نسبيًا في إقليم الدلتا فقد بالغ معدل صافي الهجرة بينها وبين باقي محافظات الإقليم 1302 نسمة. وإن كانت المحافظة في تعداد 1996 أكبر محافظات الوجه البحري طرداً للسكان، والثانية في مصر بعد محافظة سوهاج حسب إحصاء عام 1996، ولكن عدد المهاجرين في ذلك التعداد كان أقل عما سبقه فقد بلغ عدد المهاجرين الصافيين منها ربع مليون نسمة بعام 1947 و380 مهاجر بعام 1960 و369 ألف مهاجر بعام 1976 ثم انخفض إلى 316 ألف مهاجر في تعداد 1986 وإلى 284 ألف في تعداد 1996. العوامل التي دفعت هؤلاء الناس للهجرة كثيرة منها ارتفاع الكثافة السكانية وتفتت الحيازة الزراعية وقلة فرص العمل فيها مقارنة بالمحافظة القريبة في ذلك الوقت.
ويعزي هذا التراجع في حجم الهجرة الصافية بين محافظة المنوفية والمحافظات الأخرى إلى استيعاب مركز ومدينة السادات نسبة ليست هينة من المهاجرين بسبب التنمية الصناعية الضخمة التي به بجانب التوسع الزراعي أي تحولت الهجرة إلى هجرة داخلية من المراكز الأخرى إلى مدينة السادات، كذلك مدينة قويسنا تشارك بنسبة ضئيلة لوجود منطقة صناعية بها.
تعتبر القاهرة الكبرى أكبر مقاصد المهاجرين المنوفيين، وذلك لاتساع مظاهر الحضرية بالقاهرة الكبرى عنها في المنوفية، لكن تفضيل الهجرة إليها قل بسبب كثرة مشكلاتها الاقتصادية والعمرانية، في عودة بعض أبناء المنوفية الذين سبق أن هاجروا إليها. وتليها الإسكندرية كثاني أهم تيارات الهجرة. تزداد كثافة المنوفيين أيضا بمحافظات شمال وجنوب سيناء ومطروح والبحر الأحمر رغم بعدهما عن المنوفية، وذلك لأنهما مناطق تنمية سياحية متعددة المجالات. وكانت الأهالي يهاجرون فيما سبق إلى محافظة السويس ومناطق الاستصلاح الزراعي بالبحيرة.
مثلما ذكر تستقبل المحافظة أعداد من المهاجرين من القاهرة، وتعد مع محافظة الغربية الوجهة المفضلة لمن يهاجر من القاهرة إلى إقليم الدلتا. كما تستقبل أيضًا وافدين من محافظة الغربية وغرب الدلتا، إلى جانب باقي محافظات الوجه البحري. كما استقبلت المحافظة مهاجرين من جميع محافظات الصعيد (ما عدا أسوان) في التسعينات بفعل التوسّع العمراني والصناعي في مدينة السادات. يوضح الجدول التي صافي هجرة المنوفيين لمحافظات أقاليم مصر الجغرافية ونسبة صافي هجرة المنوفيين في تعدادات 1976 و1986 و1996.
| م | المحافظات                    | تعداد 1976 | %     | ترتيب | تعداد 1986 | %     | ترتيب | تعداد 1996 | %     | ترتيب |
| - | ---------------------------- | ---------- | ----- | ----- | ---------- | ----- | ----- | ---------- | ----- | ----- |
| 1 | محافظات إقليم القاهرة الكبرى | -284,081   | 77.0  | 1     | -248,917   | 78.82 | 1     | -2,261     | 79    | 1     |
| 2 | محافظات إقليم الإسكندرية     | -41,099    | 11.14 | 2     | -35232     | 11.16 | 2     | -22,987    | 8.09  | 3     |
| 3 | محافظات إقليم القناة         | -2,018     | 0.55  | 4     | -4,861     | 1.54  | 4     | -6,131     | 2.16  | 4     |
| 4 | محافظات إقليم الدلتا         | -40,499    | 10.98 | 3     | -25,633    | 8.12  | 3     | -24,763    | 8.71  | 2     |
| 5 | محافظات الوجه القبلي         | -337       | 0.09  | 6     | -231       | 0.07  | 6     | -1,861     | 0.65- | 6     |
| 6 | المحافظات الصحراوية          | -882       | 0.24  | 5     | -1412      | 0.45  | 5     | -6129      | 2.16  | 5     |
|   | الجملة                       | -368,916   | 100   | ـــ   | -315,824   | 100   | ـــ   | -284,312   | 100   | ـــ   |

### البلدات الكبرى
فيما يلي أكبر البلدات في المحافظة بحسب تقدير يوليو 2018؛ يلاحظ أن القائمة بها قريتين هما البتانون وسمادون عدد سكانهما أكبر من عدد سكان مدينتي الباجور وبركة السبع.

## التقسيم الإداري

التقسيم الإداري لمحافظة المنوفية.

تتألف المحافظة من تسعة مراكز إدارية، منهم 8 مراكز تمثل المنوفية القديمة بين فرعي رشيد ودمياط، ومركز واحد خارج هذا النطاق يقع غرب فرع رشيد وهو مركز السادات. وتضم المراكز الإدارية التسع 10 مدن، و70 وحدة محلية قروية، تضم 315 قرية تابعة و1024 كفراً ونجعاً.
مركز شبين الكوم

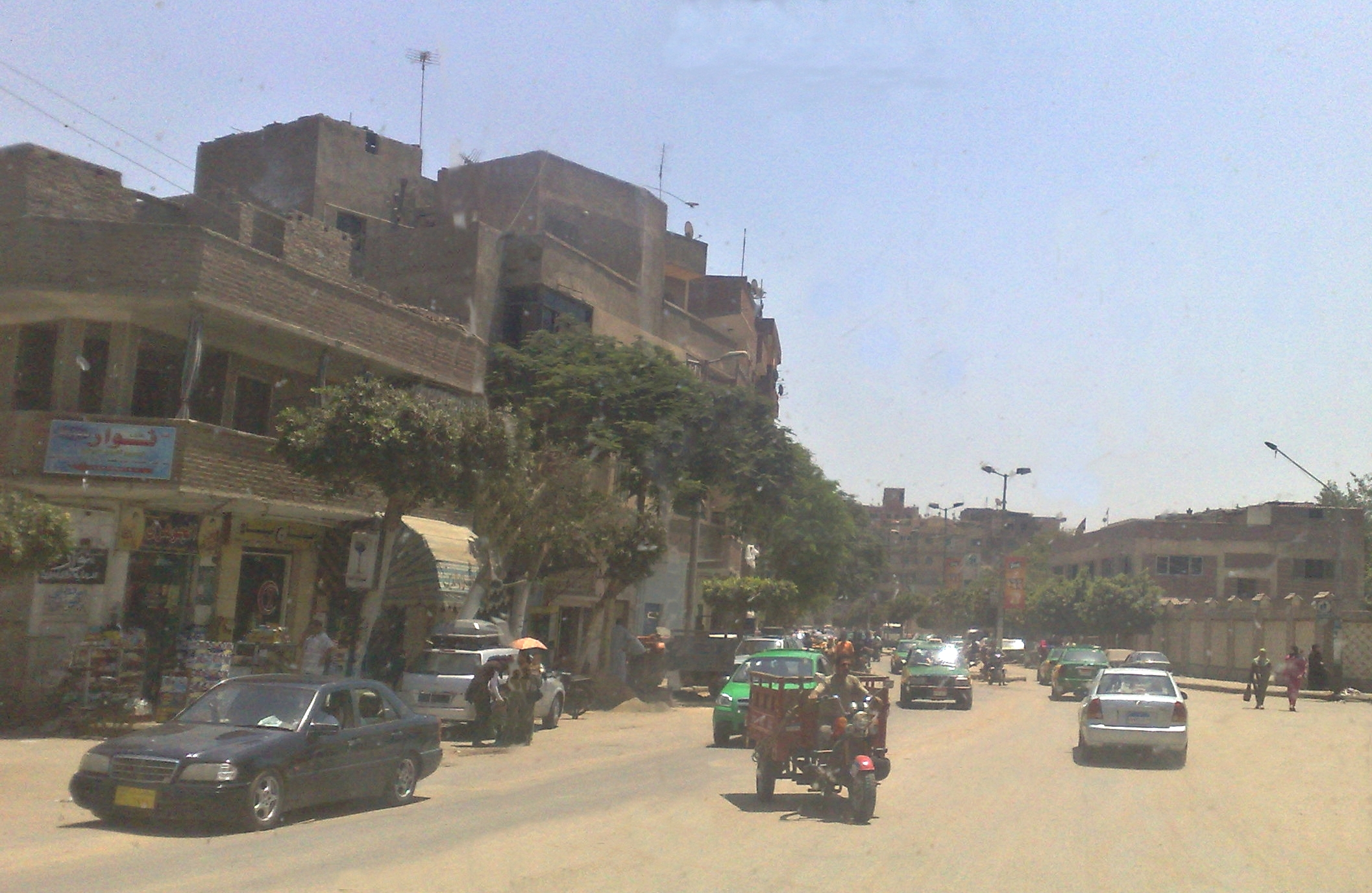
شارع صبري أبو علم بشبين الكوم، كغيره من شوارع عاصمة المحافظة يحتاج إلى صيانة.

قاعدته الإدارية مدينة شبين الكوم، وهي عاصمة المحافظة، والمركز يتوسط مراكز محافظة المنوفية فيما بين فرعي النيل، ويشمل على ثماني وحدات محلية قروية، وهي: مليج والبتانون وبخاتي وشبرا باص والماي وشنوان وإصطباري والمصيلحة. كما يتبعهم 36 قرية و72 كفراً ونجعاً. بلغ مساحة المركز 186.6 كم مربع، وبلغ عدد سكانه 528,985 نسمة عام 2025.
مركز منوف

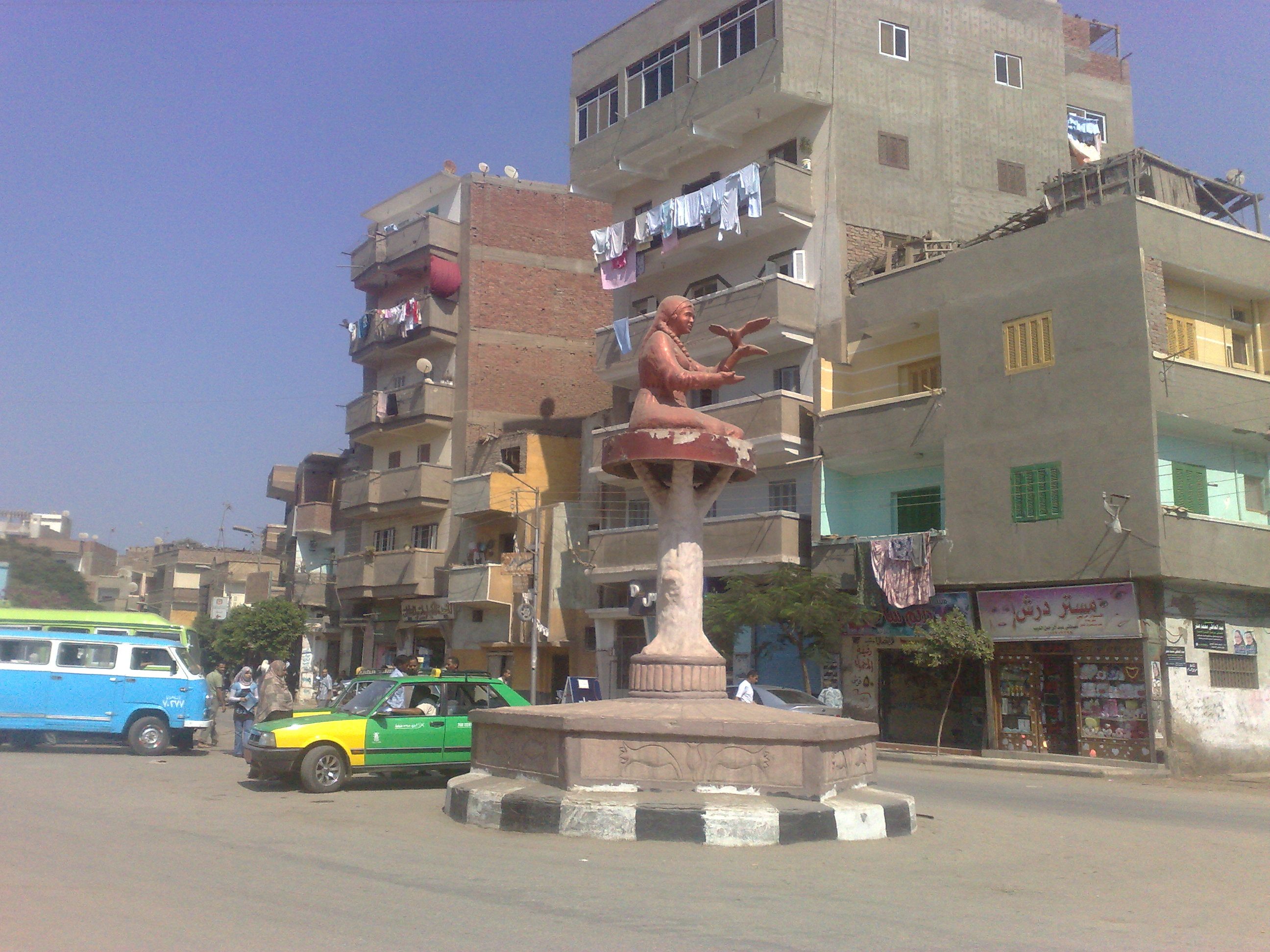
نصب تذكاري بمدينة منوف.

قاعدته الإدارية مدينة منوف، ويقع في الغرب الأوسط لمحافظة المنوفية فيما بين فرعي دمياط ورشيد، ويشتمل على سبع وحدات محلية قروية، وهي: منشأة سلطان والحامول وفيشا الكبرى وسدود وزاوية رزين وبرهيم وطملاي. كما يتبعهم 31 قرية و140 كفر ونجع. كما يضم المركز مدينة أخرى هي مدينة سرس الليان. تبلغ مساحة المركز 192.75 كم مربع، وبلغ عدد سكانه 486,672 نسمة عام 2025.
مركز قويسنا
قاعدته الإدارية مدينة قويسنا، ويقع في أقصى شمال شرق المحافظة، ويضم المركز سبع وحدات محلية قروية، وهي: ميت بره وشبرا بخوم وبجيرم وإبنهس وطه شبرا وأم خنان وعرب الرمل ومصطاي وأشليم. كما يتبعهم 49 قرية و109 كفر ونجع. يبلغ مساحة المركز 205.8 كم مربع، أي 8.09% من جملة مساحة المحافظة، وبلغ عدد سكانه 550,892 نسمة عام 2025.
مركز الشهداء
قاعدته الإدارية مدينة الشهداء، ويقع شمال غرب المحافظة على فرع رشيد. ويضم المركز 6 وحدات محلية قروية، وهي: زاوية البقلي ودراجيل وساحل الجوابر ودنشواي وزاوية الناعورة وكفر عشما. كما يتبعهم 27 قرية فرعية و93 كفراً ونجعاً. يبلغ مساحة المركز 152.22 كم مربع، أي 6.9% من جملة مساحة المحافظة، وبلغ عدد سكانه 386,387 نسمة عام 2025.
مركز الباجور
قاعدته الإدارية مدينة الباجور، ويقع إلى الجنوب من مركز قويسنا، ويضم 12 وحدة محلية قرية، وهي: اسطنها ومشيرف وميت عفيف وبهناي وكفر الخضرة وقلتى الكبرى وبي العرب وتلوانة وكفر الباجور وفيشا الصغرى وجروان ومناوهلة وسبك الضحاك. كما يتبعه 47 قرية و94 كفراً ونجعاً. وبلغ عدد سكانه 446,914 نسمة عام 2025.
مركز تلا

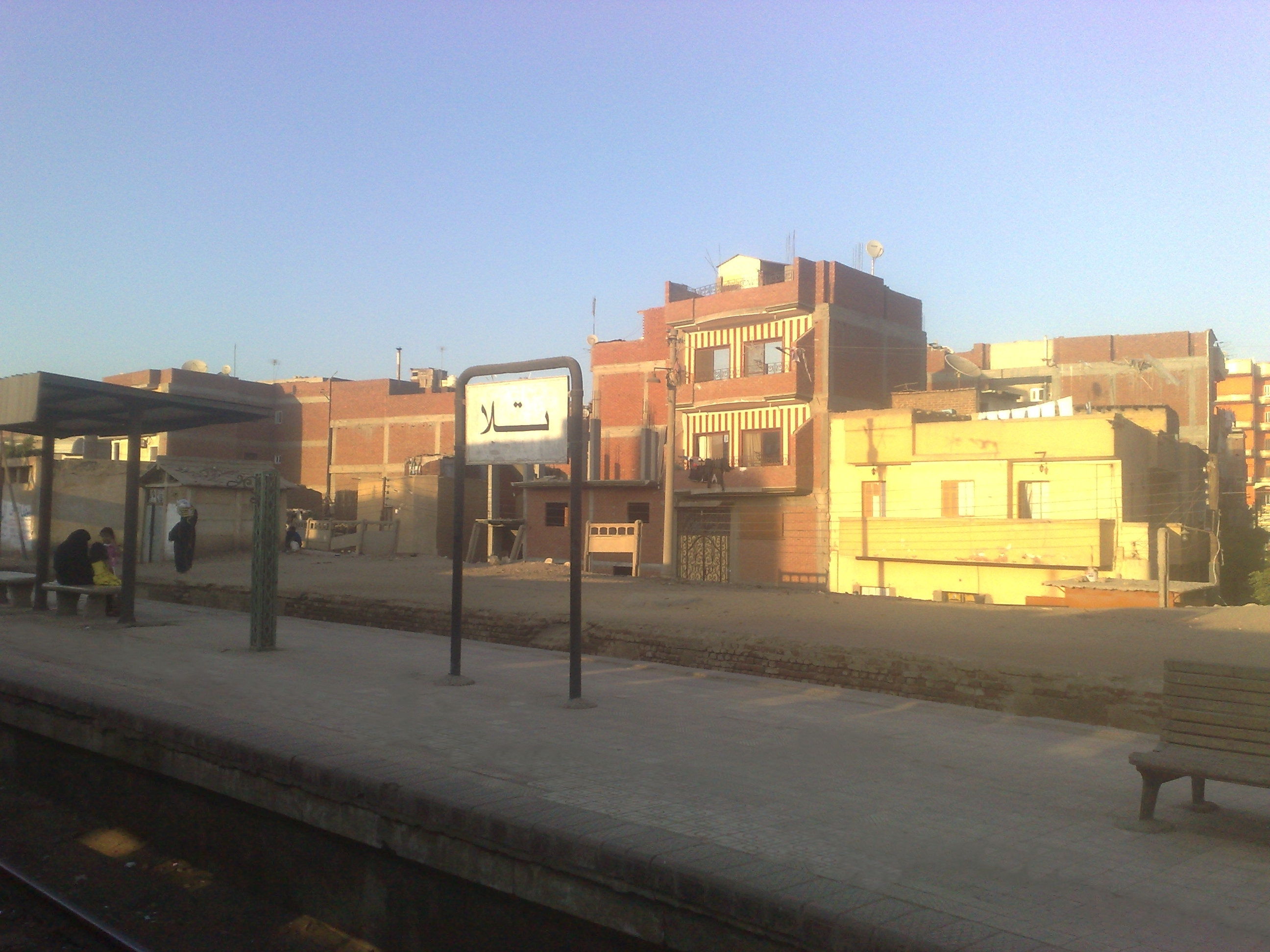
محطة قطارات مدينة تلا.

قاعدته الإدارية مدينة تلا، ويقع شمال شرق محافظة المنوفية، ويضم المركز ثماني وحدات محلية قرية، وهي: بابل وكفر السكرية وزرقان وميت أبو الكوم وطوخ دلكة وصفط جدام وكفر ربيع وزاوية بمم. كما يتبعهم 42 قرية و106 كفراً ونجعاً. يبلغ مساحة المركز 186.4 كم مربع، أي 7.325% من جملة مساحة المحافظة، وبلغ عدد سكانه 433,279 نسمة عام 2025.
مركز بركة السبع
قاعدته الإدارية مدينة بركة السبع، ويقع شمال المحافظة. ويضم المركز 6 وحدات محلية قروية، وهي: كفر هلال وهورين وطوخ طنبشا وجنزور وأبو مشهور وشنتنا الحجر. كما يتبعهم 21 قرية فرعية و65 كفراً ونجعاً. يبلغ مساحة المركز 117.4 كم مربع، أي 4.62% من جملة مساحة المحافظة، وبلغ عدد سكانه 346,299 نسمة عام 2025.
مركز أشمون
قاعدته الإدارية مدينة أشمون، ويقع أقصى جنوب المحافظة فيما بين فرعي دمياط ورشيد. وتضم 14 وحدة محلية قروية، وهي: طليا ودروة وقورص وساقية أبو شعرة وسنتريس وشطانوف وسبك الأحد وشنشور وسمادون ورملة الأنجب وشمّا وجريس والبرانية وطهواي. كما يتبعهم 54 قرية فرعية و190 كفراً ونجعاً. يستحوذ مركز أشمون على 12.06% من جملة مساحة المحافظة، وبلغ عدد سكانه 943,056 نسمة عام 2025.
مركز السادات

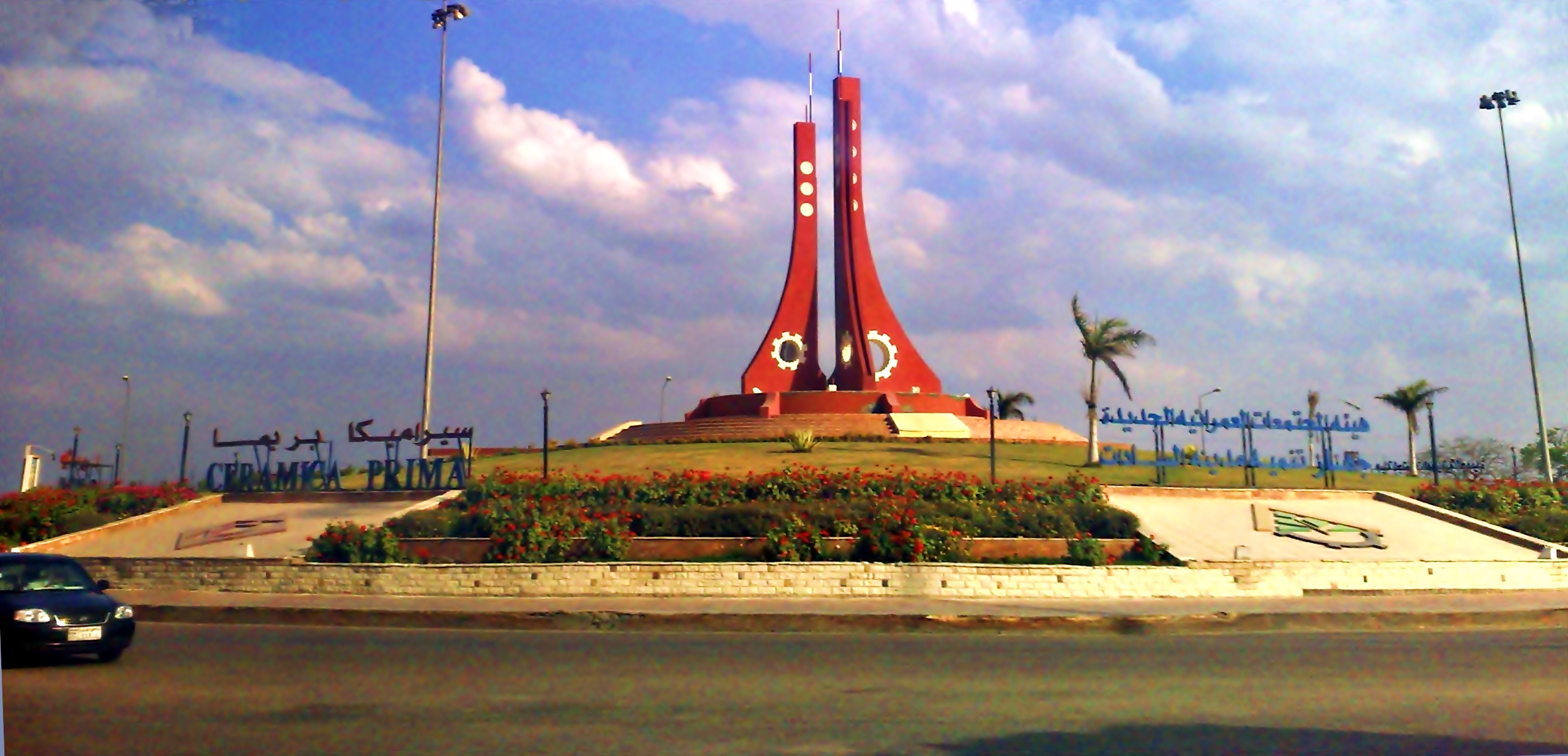
أحد ميادين مدينة السادات.

قاعدته الإدارية مدينة السادات، ويقع غرب فرع رشيد، فيما بين فرع رشيد شرقاً وطريق القاهرة - الإسكندرية الصحراوي غرباً، وفيما بين محافظة البحيرة شمالاً والجيزة جنوباً. ويضم المركز خمس وحدات محلية قروية، هما: الخطاطبة وكفر داود والخطاطبة المحطة والأخماس والطرانة. ويتبعهما 9 قرى و62 تابع من عزبة وكفر ونجع. يبلغ مساحة المركز 986 كم مربع، أي 42% من جملة مساحة المحافظة، وبلغ عدد سكانه 201,703 نسمة عام 2025. وبذلك يصبح أكبر المراكز وأقلها سكاناً.

## التعليم والثقافة

### التعليم
تتفاوت فئات الحالة التعليمية لسكان محافظة المنوفية وفقاً لتعداد السكان وخصائصهم لكل مركز إداري، ذُكر في بيانات تعداد 2017 أن من جملة عدد سكان المحافظة فوق العشر سنوات (3,216,784 نسمة) يوجد 724,380 شخص أمي، و336,300 شخص يقتصر مستوى تعليمهم على الابتدائية، و192,490 شخص حاصلين على الشهادة الثانوية، و845,292 شخص ذوي تعليم فني متوسط وهي الشريحة التعليمية الأكبر بالمحافظة، وأخيرا ذوي المؤهل الجامعي 395,046 نسمة. توجد نسبة معتبرة من المتسربين من التعليم (فوق أربع سنوات) عدد من التحق منهم وتسرب 296,057 ومن لم يلتحق عددهم 869,135 نسمة. وصلت نسبة الأمية في المحافظة إلى 11.19% بعام 2024، عدد المقيدين بفصول محو الأمية 111.69 ألف نسمة وتستهدف المحافظة محو أمية 32.67 ألف نسمة إضافي.
بالمنوفية 2448 مدرسة تعليم عام يستفيد منها 1064.72 ألف تلميذ بكثافة 47.03 تلميذ لكل فصل، وفيها 234 مدرسة خاصة. بينما يوجد 605 معهد أزهري ملتحق به 112.60 ألف تلميذ بكثافة 33.67 تلميذ لكل فصل. يوجد فيها 184 مدرسة فنية في العام الدراسي 24/2023، أغلبها مدارس صناعية أو تجارية وعدد قليل منها فندقية أو زراعية، ويدرس بهذه المدارس 99.97 ألف طالب سنويًا. مشكلة التعليم ما قبل الجامعي بالمحافظة بشكل عام هو الكثافة العالية بالفصول بسبب العجز بأعداد المدارس والفصول، وتتزايد هذه المشكلة بشكل كبير في الريف، الذي تصل نسبة الجز بأعداد المدارس الابتدائية به إلى نحو 80% من جملة المدارس المطلوبة بالمحافظة.

### التعليم الجامعي

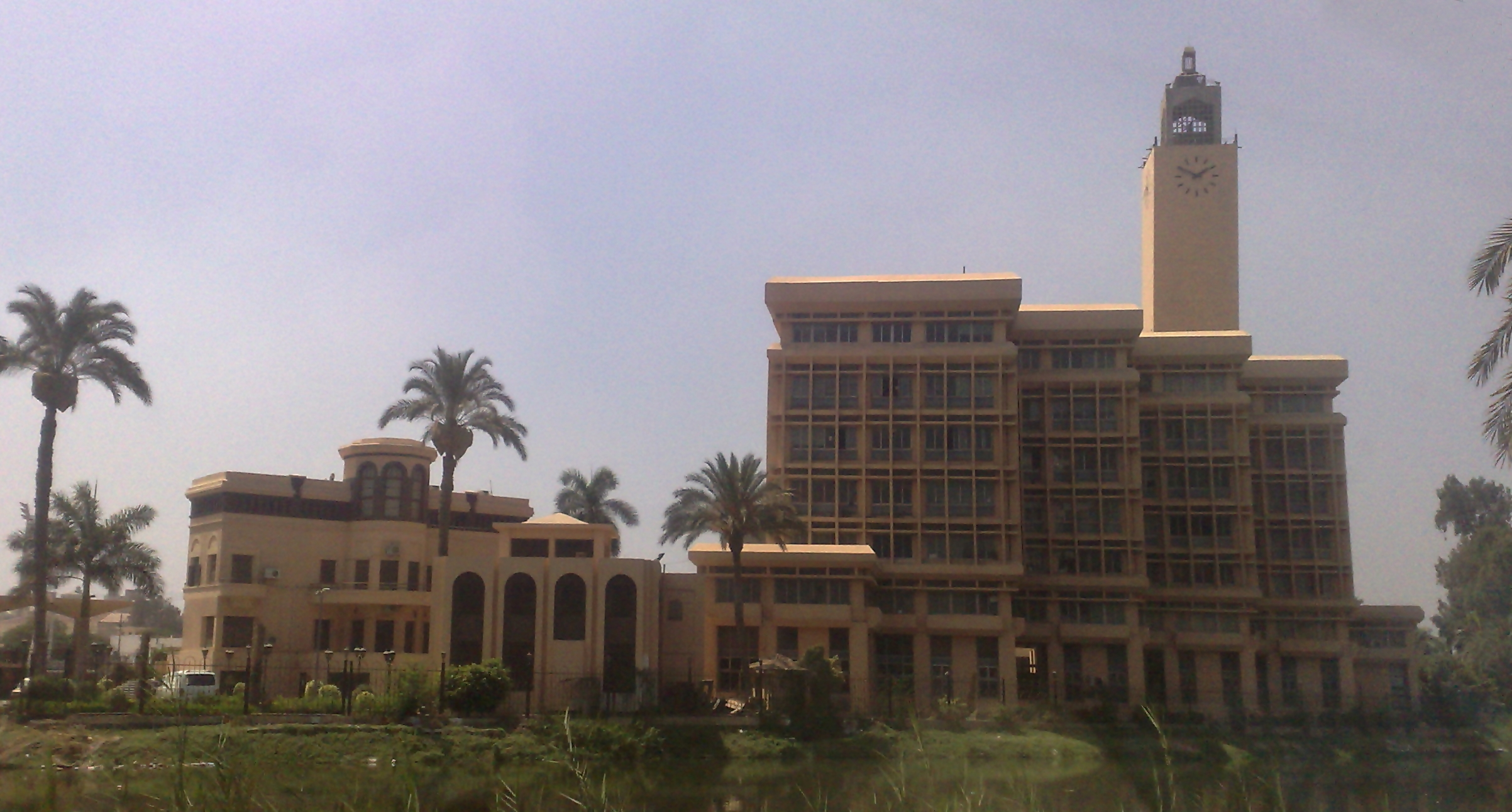
المقر الإداري لجامعة المنوفية بشبين الكوم.

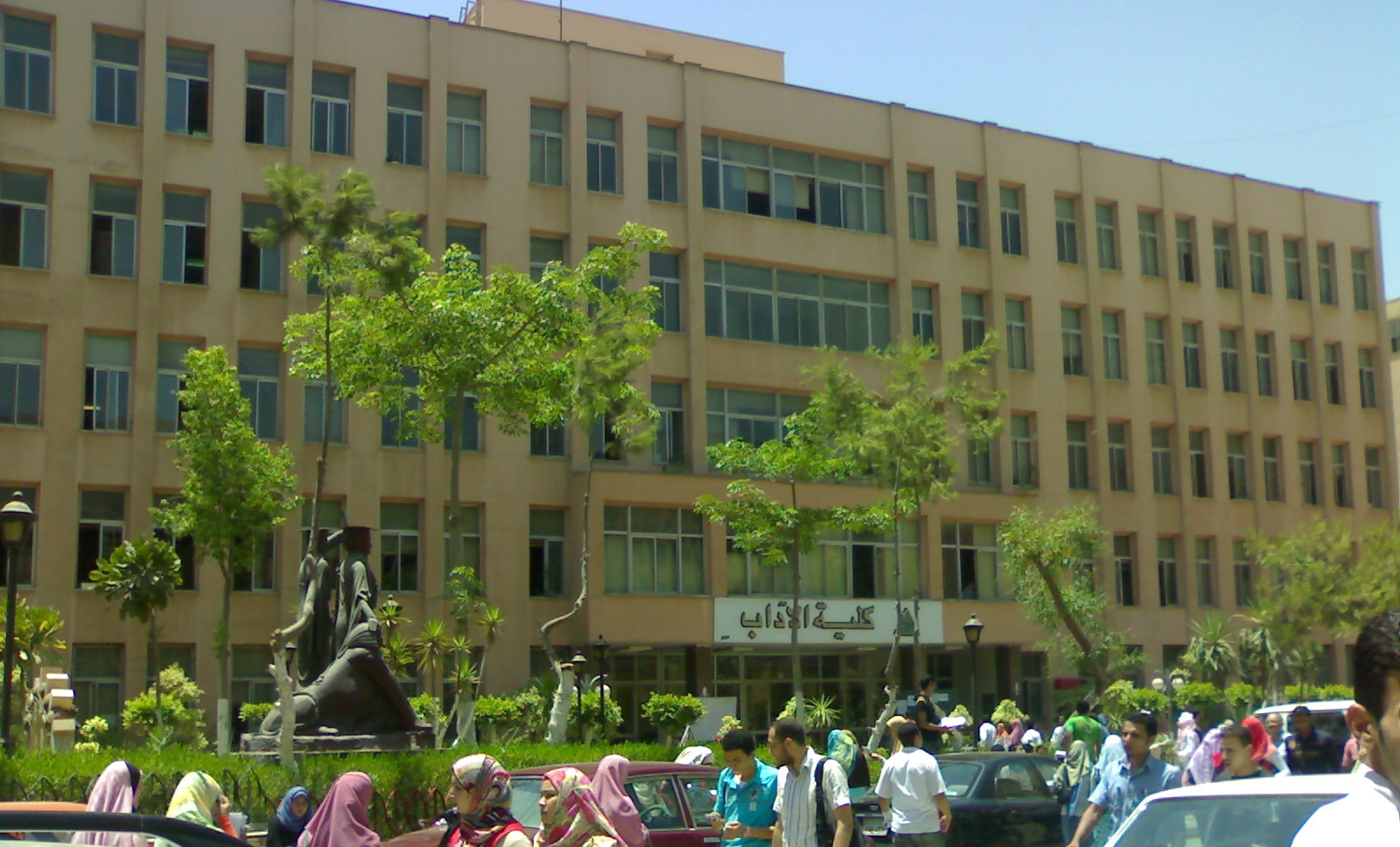
إحدى مباني كلية الآداب بجامعة المنوفية التي أنشئت عام.

جامعة المنوفية هي أقدم جامعة حكومية بالمحافظة، وقد أنشئت بموجب القرار الجمهوري رقم 93 لعام 1976 في عصر الرئيس السابق محمد أنور السادات، والذي اقتضى بأن تتكون جامعة المنوفية من الكليات التابعة لجامعة طنطا بشبين الكوم ومنوف. وتضم الجامعة حالياً 14 كلية ومعهد هي كلية الزراعة وكلية الهندسة وكلية الهندسة الإلكترونية بمنوف وكلية التربية وكلية العلوم وكلية التجارة وكلية الطب وكلية الآداب وكلية الحقوق وكلية الاقتصاد المنزلي وكلية التمريض وكلية الحاسبات والمعلومات وكلية التربية النوعية بأشمون وكلية التربية الرياضية وكلية العلوم الصحية التطبيقية وكلية الطب البيطري بطوخ طنبشا وكلية الصيدلة وكلية التربية للطفولة المبكرة وكلية الإعلام وكلية طب أسنان، بالإضافة إلى معهد الكبد القومي.

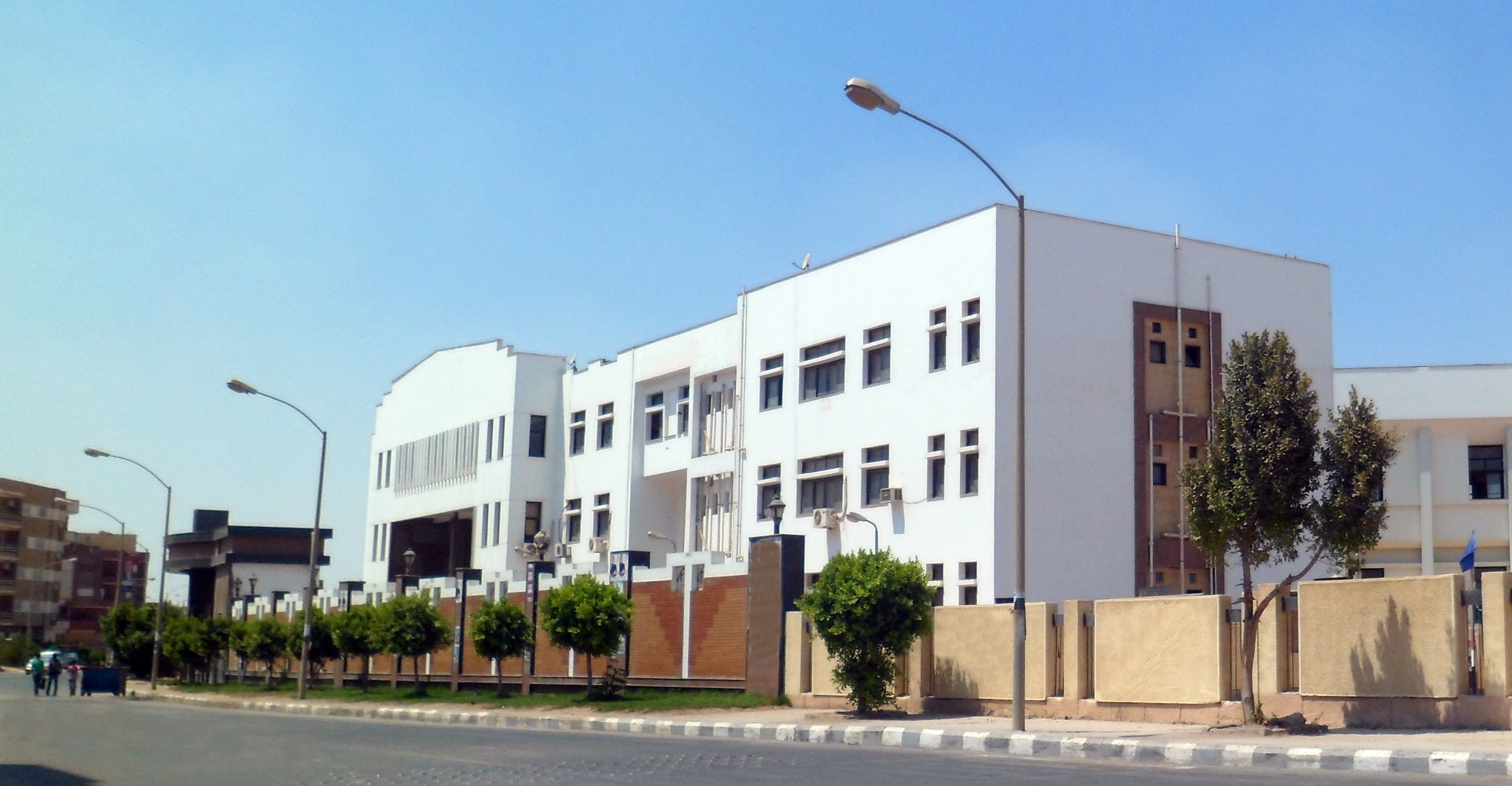
كُليّة التجارة بجامعة مدينة السادات.

الجامعة الحكومية الأخرى بالمحافظة هي جامعة مدينة السادات التي كانت فرع لجامعة المنوفية ثم أصبحت مستقلة بموجب قرار جمهوري عام 2013. وتضم الجامعة 11 كليات ومعهدين بمدينة السادات هي: كلية السياحة والفنادق وكلية الطب البيطري وكلية التجارة وكلية الحقوق وكلية التربية وكلية التربية الرياضية (بنين، بنات) وكلية الصيدلة وكلية التربية للطفولة المبكرة وكلية الحاسبات والذكاء الاصطناعي وكلية العلوم وكلية التمريض، بالإضافة إلى معهد بحوث الهندسة الوراثية والتكنولوجيا الحيوية ومعهد الدراسات والبحوث البيئية.
أنشئت بالمحافظة جامعة المنوفية الأهلية في عام 2022، ويقع مقرّها في طوخ طنبشا عند الكيلو 70 على الطريق الزراعي، وتتكون الجامعة من 15 كلية هي الطلب والجراحة وطب وجراحة الأسنان والعلاج الطبيعي والصيدلة والطب البيطري وتكنولوجيا العلوم الصحية والتمريض والهندسة وعلوم الحاسوب والذكاء الاصطناعي والعلوم الأساسية والعلوم الزراعية والغذاء والصناعات الغذائية والفنون والتصميم والعلوم الإنسانية والاجتماعية والاقتصاد وإدارة الأعمال. صدر قرار رئاسي في عام 2025 بإنشاء جامعة مدينة السادات الأهلية مكونة من 7 كليات هي كلية الحاسبات والمعلومات والذكاء الاصطناعي وكلية الأعمال وكلية الطب البيطري وكلية السياحة والفنادق وكلية الصيدلة وكلية العلوم وكلية علوم الرياضة.
كذلك تضم المحافظة فرع لجامعة الأزهر بشبين الكوم يضم كلية اللغة العربية وكلية التربية وكلية أصول الدين والدعوة الإسلامية كلها أنشئت بعام 1978، وكليات بمدينة السادات. فيها جامعة خاصة واحدة بالسادات وهي جامعة الريادة للعلوم والتكنولوجيا التي أنشئت بعام 2021، وتتكون الجامعة من 6 كليات هي طب الفم والأسنان والتمريض والعلاج الطبيعي والحاسبات والذكاء الاصطناعي والهندسة وإدارة الأعمال، وكان من المفترض أن يكون فيها جامعتين إضافيتين هما والإعلام والألسن والدراسات العليا.

### الثقافة

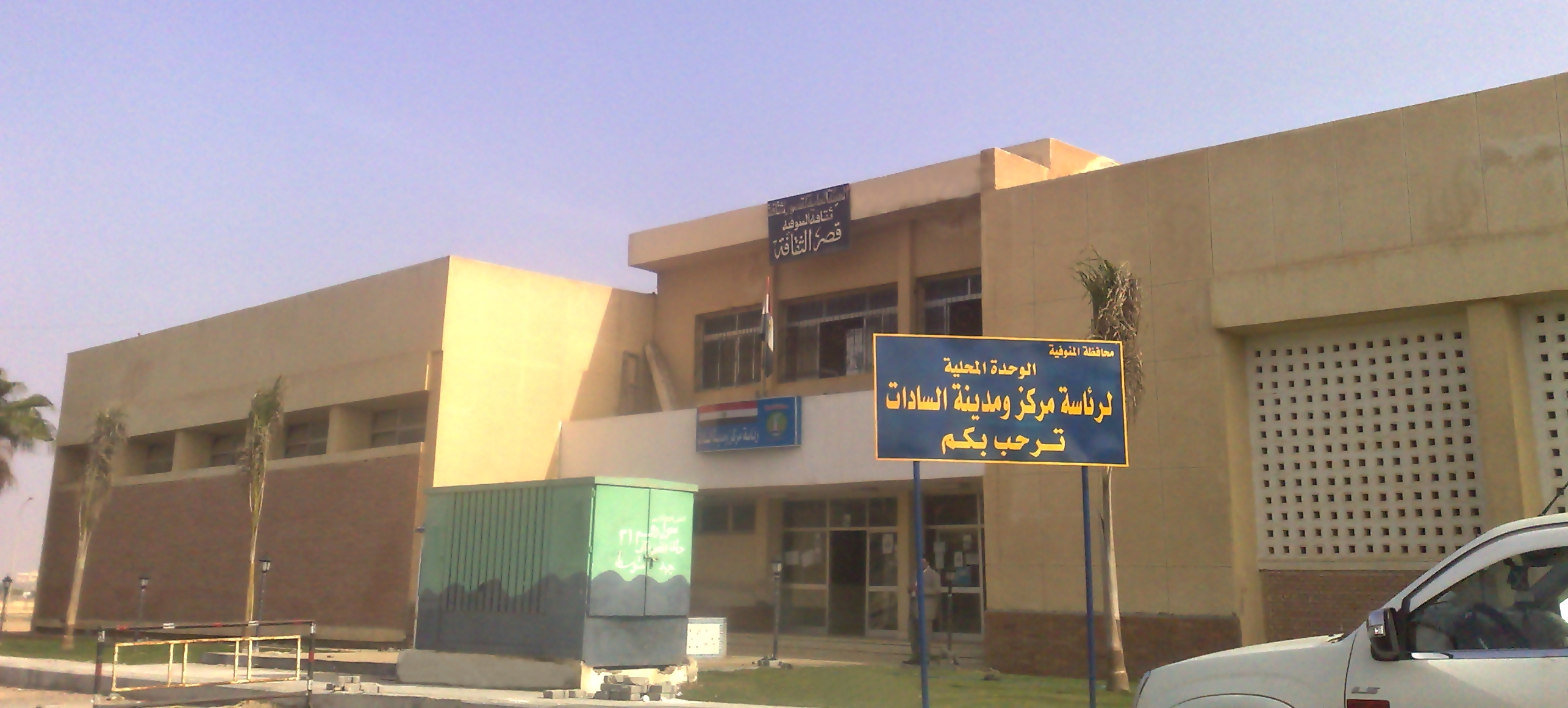
جانب من قصر ثقافة مدينة السادات.

توجد بالمحافظة مديرية للثقافة كغيرها من المحافظات المصرية، تشرف على الخدمات الثقافية وتنظم العديد من الاحتفالات والمهرجانات والمعارض الفنية في مختلف قصور وبيوت الثقافة المنتشرة في مدن وقرى المحافظة. ويوجد بالمحافظة ثلاث قصور ثقافة في مدينة السادات ودنشواي وشبين الكوم، كما ينتشر 15 بيت ثقافة على مدن وقرى المحافظة، بجانب 22 مكتبة معظمها ملحقة بقصور وبيوت الثقافة مجموع مقتنياتها 368 ألف كتاب، و4 مسارح.
تعد الفرق الموسيقية حديثة العهد بمحافظة المنوفية، منها ثلاث فرق تعمل على المستوى الرسمي ويشارك بعضها دولياً بشكل محدود. ففرقة المنوفية للفنون الشعبية تم اعتمادها عام 2000، وتضم 45 عضواً ما بين راقص وراقصة، منهم 15 عضواً لفرقة الموسيقى المصاحبة للفرقة. أما فرقة المنوفية للآلات الشعبية قد أنشئت عام 1991 بشبين الكوم، وتلقي معظم عروضها محلياً بمدن وقرى والمحافظة في المناسبات المختلفة الوطنية والدينية. والفرقة الثالثة هي فرقة المنوفية للموسيقى العربية التي أنشئت عام 1992، وتقدم بعض أشكال الموسيقى العربية كالقصيدة والموشح والمنولوج والدويتو والطقطوقة والأغاني الوطنية وأغنيات التراث الشعبي، وتقوم بإحياء معظم حفلاتها محلياً، بجانب بعض الحفلات في تونس في إطار التوأمة ما بين مدينتي سوسة وشبين الكوم.
يوجد بمحافظة المنوفية متحفان فقط، أولهما هو متحف دنشواي القومي بقرية دنشواي التابعة لمركز الشهداء، وقد بُني تخليداً وتكريماً لشهداء حادثة دنشواي التي وقعت أحداثها عام 1906، ويسجل تلك الأحداث بعرضه لتماثيل منسوبة للشهداء بجانب لوحات وصور فوتوغرافية تعرض أحداث الواقعة. والمتحف الثاني هو متحف ميت أبو الكوم، ويقع في قرية ميت أبو الكوم مسقط رأس الرئيس الراحل محمد أنور السادات والذي يضم مقتنيات السادات الخاصة، والمتحف يمثل جزءاً من منزله الذي بناه السادات عام 1962، وبه المضيفة التي كان يستقبل بها الكثير من زعماء العالم ورجال الدولة وأهل القرية.

## الاقتصاد
بلغ الناتج المحلي الإجمالي للمحافظة 157 مليار جنيه في العام المالي 2020-21. إجمالي القوة العمالة في المنوفية 1,654,600 نسمة، عدد المشتغلين منهم 1,547,400 نسمة وعدد العاطلين 80,500 نسمة بنسبة 4.9%.

### الزراعة

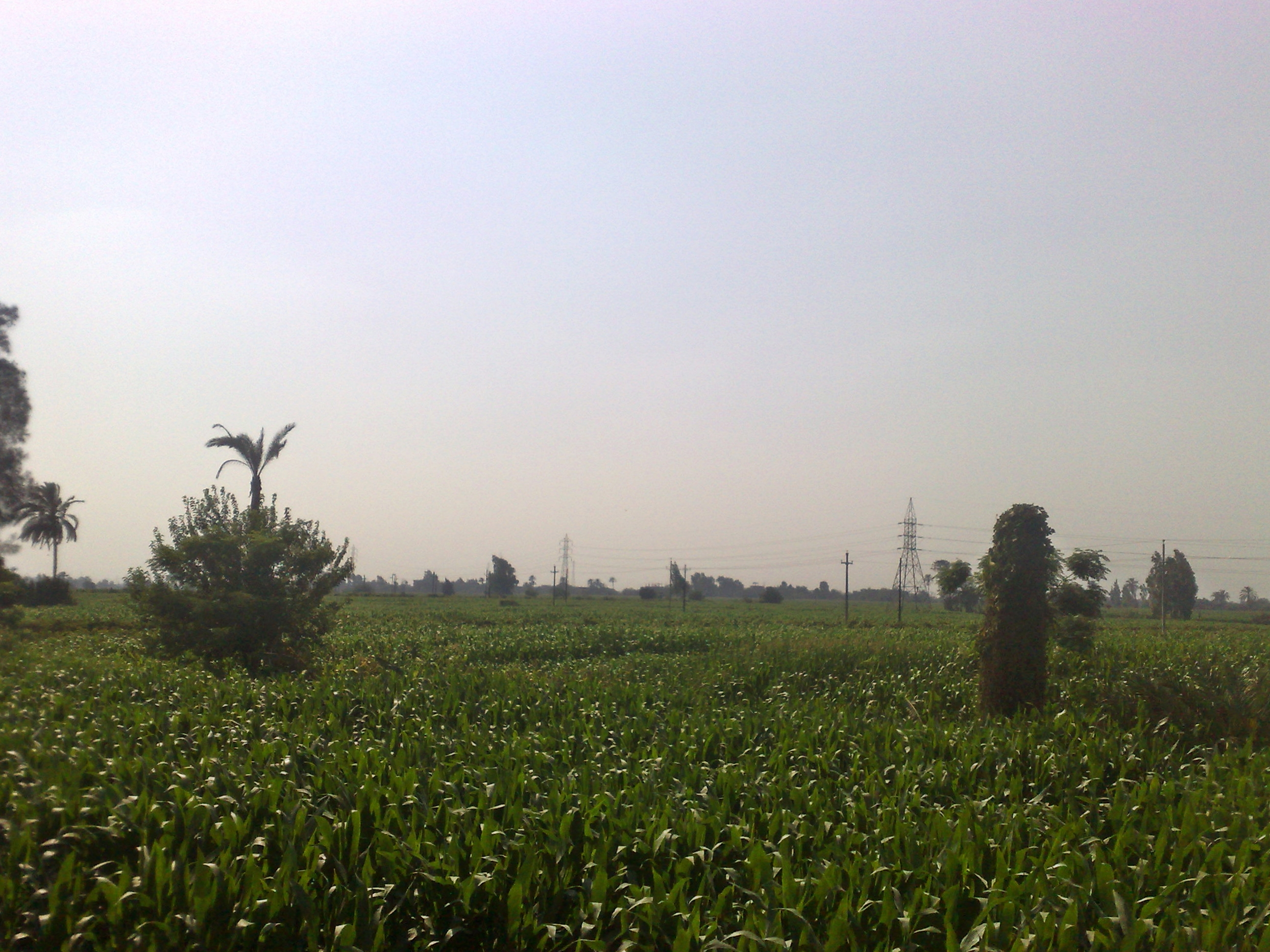
الزمام الزراعي لقرية الحامول التابع لمركز منوف.

درجة التكثيف المحصولي في محافظة المنوفية عام 2000.

أرض المنوفية فيما بين الفرعين عبارة عن أرض سهلية زراعية قديمة غنية بالمعادن والمواد الدبالية التي زادت من خصوبتها. ذكر مركز المعلومات أن مساحة الأرضي المزروعة 294.40 ألف فدان والمساحة المحصولية 608.89 ألف فدان. بينما يذكر الجهاز المركزي أن إجمالي المساحة المحصولية بها 624616 فدان والمساحة المزروعة 305,843 فدان (2021)، مقسمة إلى 272,066 فدان مزروعة بالخضار والمحاصيل الشتوية و33,294 فدان بأشجار الفاكهة و99 فدان بنخيل البلح و384 فدان بالأشجار الخشبية.
أنتجت المحافظة في عام 2021 نحو 315,675 طن قمح و624,202 طن ذرة شامية بيضاء و55,864 طن بنجر السكر و778,082 طن من الخضر. ويرجع توطن زراعة الخضر والفاكهة بالمحافظة لاتساع الحيازات الزراعية وقربها من القاهرة الكبرى. وتنتشر في أرجاء المحافظة مشاتل نباتات الزينة. يوجد بالمنوفية 319 جمعية زراعية و1347 حقل إرشادي و2313 مزرعة (ثلثها للماشية والثلثين للدواجن). تشهد الزراعة في محافظة المنوفية معدلات عالية من التكثيف الزراعي في ظل محدودية الرقعة الزراعية وتزايد الضغط السكاني، فانعكس ذلك على زيادة كثافة السكان وتضاؤل نصيب الفرد منها، حيث بلغ نصيب المواطن المنوفي من الرقعة الزراعية عام 2001 ما يقرب من ثلاثة قراريط فحسب.
توجد حاليا مشاكل مستجدة أصبحت من معوقات الزراعة بالأراضي القديمة، ومنها: تآكل رقعة الأراضي الزراعية بسبب السماح للقرى والمدن بالنمو أفقياً عليها. وتفتيت الحيازات الزراعية بفعل التوريث والتصرف بالبيع لأجزاء من الحيازات الزراعية، لدرجة أن نسبة المالكين لأرض تقل عن فدان واحد تبلغ 80% من إجمالي المالكين بالمحافظة. وارتفاع مستوى الماء الباطني، وظهوره على السطح وفي أساسات المباني نتيجة الإسراف في الري بالغمر وذلك يؤدي لتدهور إنتاجية المحاصيل.
بلغ رؤوس الحيوانات بالمحافظة 496,482 رأس بعام 2022، متوزعة كالتالي 192,793 رأس من الأبقار و201,514 من الجاموس و41,824 من الأغنام و13,323 من الماعز و2048 من الجمال و44,980 من الدواب الأخرى. يوجد فيها 21 مجرز يدوي حكومي للماشية، تنتج هذه المجازر 17.26 ألف طن من اللحوم الحمراء و1.23 ألف طن من اللحوم البيضاء و5.06 ألف طن من الأسماك.

### الصناعة

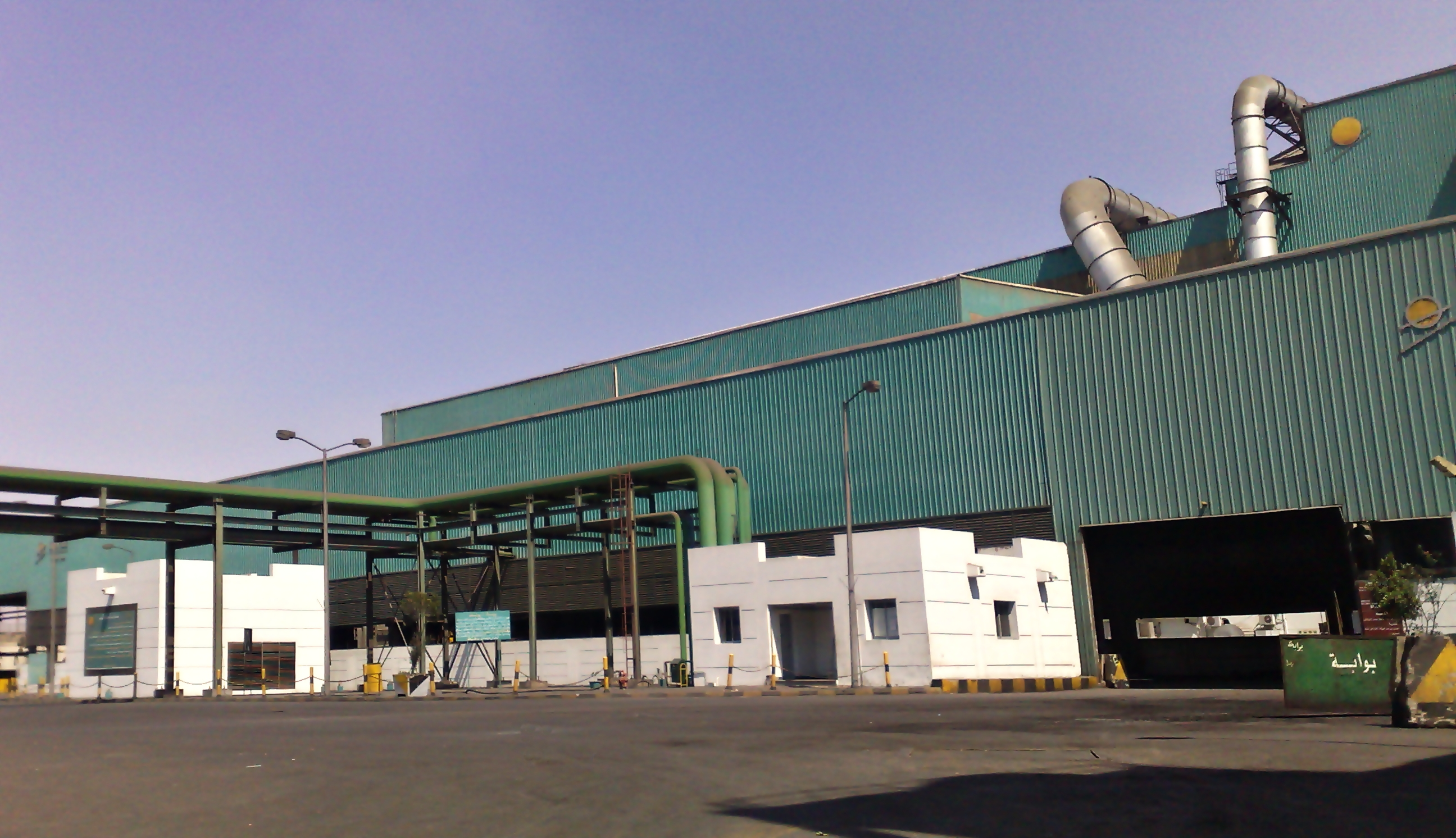
جانب من مصنع عز للحديد والصلب بمدينة السادات.

بلغ عدد المنشآت المسجلة في النشاط الصناعي بمحافظة المنوفية 3278 منشأة يعمل بها 100.98 ألف عامل، تكلفتها الاستثمارية 91.20 مليار جنيه. بلغت قيمة القطاع الصناعي فيها 28.20 مليار جنيه بعام 2022. كما توجد بها 4 مناطق صناعية و28 مركز للتدريب المهني. تعتبر الصناعات الغذائية أكبر القطاعات بالمنشآت الصناعية من حيث تعداد المنشآت المسجلة عام 1998، إذ تبلغ نسبتها 26.1%، تليها الصناعات الهندسية ومواد البناء والحراريات والصناعات الكيماوية والبتروكيماوية بواقع 18.7% و15.4% و14.7% لكل منم على التوالي. لكن على صعيد العمالة، تظهر صناعات الغزل والنسيج كأكبر القطاعات استيعاباً للعمالة، إذ تستوعب 83.6% من جملة العمالة الصناعية بالمحافظة، وتعمل في 9.5% من جملة المنشآت الصناعية.
أهم مناطق الصناعة بالمحافظة هي مدينة السادات لاعتبارها مدينة صناعية كبرى، فيها عدد 7 مناطق صناعية بمساحة 15 ألف فدان، عدد المصانع المنتجة فيها 667 مصنع ونحو 550 منشأة وأكثر من 7000 ورشة، وتحت الإنشاء 419 مصنع إضافي. كما أقيم بها مجمع للصناعات الصغيرة على مساحة 300 ألف متر مربع يضم 296 وحدة. ويمكن في هذه المدينة التوسع الصناعي بها دون القلق من التعدي على الأراضي الزراعية أو زيادة التلوث بأنواعه، كذلك رخص أراضيها، وتوسط موقعها بين القاهرة والإسكندرية وقربها من الدلتا، بجانب جودة الطرق السريعة، جعلها مقصداً للمستثمرين.
كما توجد صناعات بمنطقة قويسنا الصناعية بالقرب من الطريق الزراعي. تحتوي المنطقة على 208 مصانع يعمل بها قرابة 19 ألف عامل، وتتنوّع الصناعات القائمة فيها، وإن كانت تكثر صناعات الغذاء والغزل والنسيج، إلى جانب مصانع البلاستيك والمعادن. وفي شبين الكوم توجد مصانع شركة مصر شبين الكوم للغزل والنسيج وهي قلعة هذه الصناعة بالمنوفية، وفيها أيضا عدة مصانع للأغذية والمطاحن. وتنفرد المنوفية بصناعة السجاد الحريري بقرية ساقية أبو شعرة الذي يصدر للخارج، علاوة على صناعة المشغولات الصدفية بقرية ساقية المنقدي، وصناعة الفخار بقرية جريس، والقرى الثلاث تتبع لمركز أشمون. وتوجد صناعة لتقطير الزهور والعطور بقريتي سلامون وسلامون قبلي، وفي كفر هلال بمركز بركة السبع صناعة للمنسوجات. تنتشر المحاجر في شرق المحافظة وغربها، ويُقدّر الاحتياطي المبدئي بها بنحو 500 مليون متر مكعب من رمال وحصى البناء، ومن 5 إلى 10 ملايين متر مكعب من الطفلة، بالإضافة إلى نحو مليون متر مكعب من الحجر الجيري والبازلت.

### السياحة

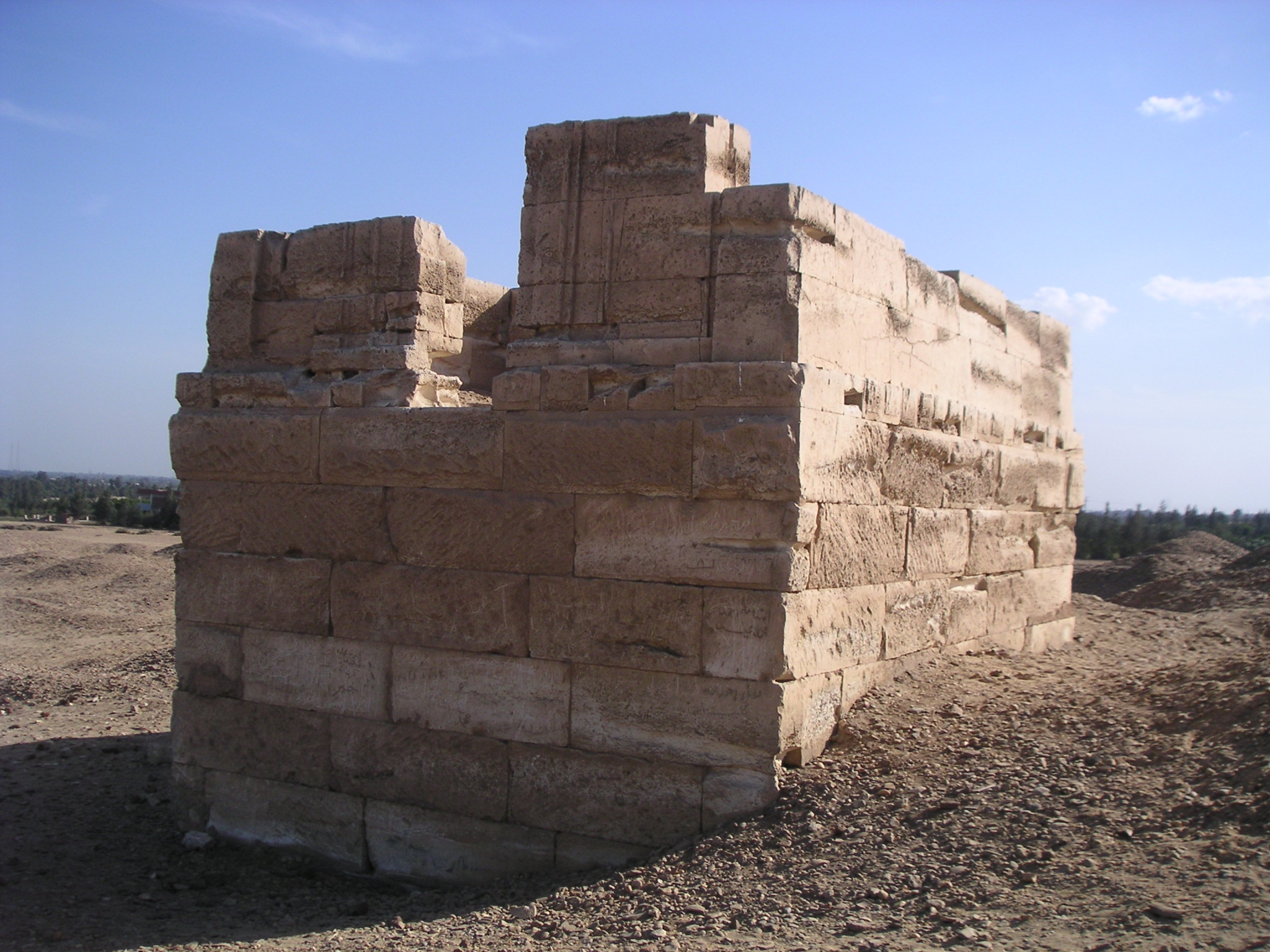
صورة لأحجار معبد بكوم أبو بلو

تشتمل المنوفية على العديد من المناطق الأثرية القديمة، من أبرزها منطقة محاجر قويسنا التي كشفت الحفريات فيها عن عدد كبير من التماثيل ومئات التمائم للمعبود أوزيريس وزوجته إيزيس وابنهما حورس، كما تضم المنطقة جبانة أثرية ضخمة تعود إلى العصر الفرعوني المتأخر وتمتد إلى العصرين اليوناني والروماني، عثر بالجبانة على تابوت ضخم من الجرانيت الأسود وتوابيت آدمية وأوانٍ من الألبستر وتماثيل أوشبتي. ومن الآثار البارزة نقش منوف وهو نقش من عهد الأسرة الثلاثين به عدد من المناظر الدينية وقوائم تقديم القرابين وعرض لجغرافية المقاطعة الليبية (البحيرة). تمكن علماء الآثار من اكتشاف معبد للمعبود تحوت في قرية مصطاى مع آثار تحمل أسماء عدد من ملوك مصر. وأسفرت الحملات الأثرية في قرية الكوم الأحمر عن ثلاثة نواويس من الجرانيت الوردي، اثنان منها معروضان اليوم بمتحفي اللوفر وليدن، وآثار أخرى ترجّح أن الموقع كان فيه معبد فرعوني قديم.
وعثر على قطع أثرية في مناطق متفرقة منها قرية الفرعونية التي وجدت كتل حجرية خالية من النقوش والكتابات، وتل سرسنا الذي عُثر فيه على بقايا مبانٍ أثرية مشيدة بالطوب اللبن، وعدد من التمائم وقطع الفخار الروماني. كما وُجدت شواهد أثرية تعود للعصور الفرعونية واليونانية والرومانية في قريتي زاوية رزين (كوم مانوس) وسبك الضحاك. وفي كوم الدوشة، اكتُشف حمام عام بيزنطي متكامل مزين بالروسوم والتماثيل والفسيفساء، بالإضافة إلى تمثال من الرخام الأبيض وعدد من الأواني الفخارية. كما عُثر على عملات بطلمية برونزية في كوم العلاوي، وقطع فخارية وعملات وتماثيل في قرية البندارية. وتنتشر التلال الأثرية – المعروفة بالأكوم – في عدة مناطق بالمحافظة، منها كوم أوسيم وكوم أبو عوالي قرب أشمون، وكوم أبو زيد بجوار دبركي، وكوم الكلبة قرب دمليج، وكوم الشهداء بجوار صنصفط، وكوم العشيري.

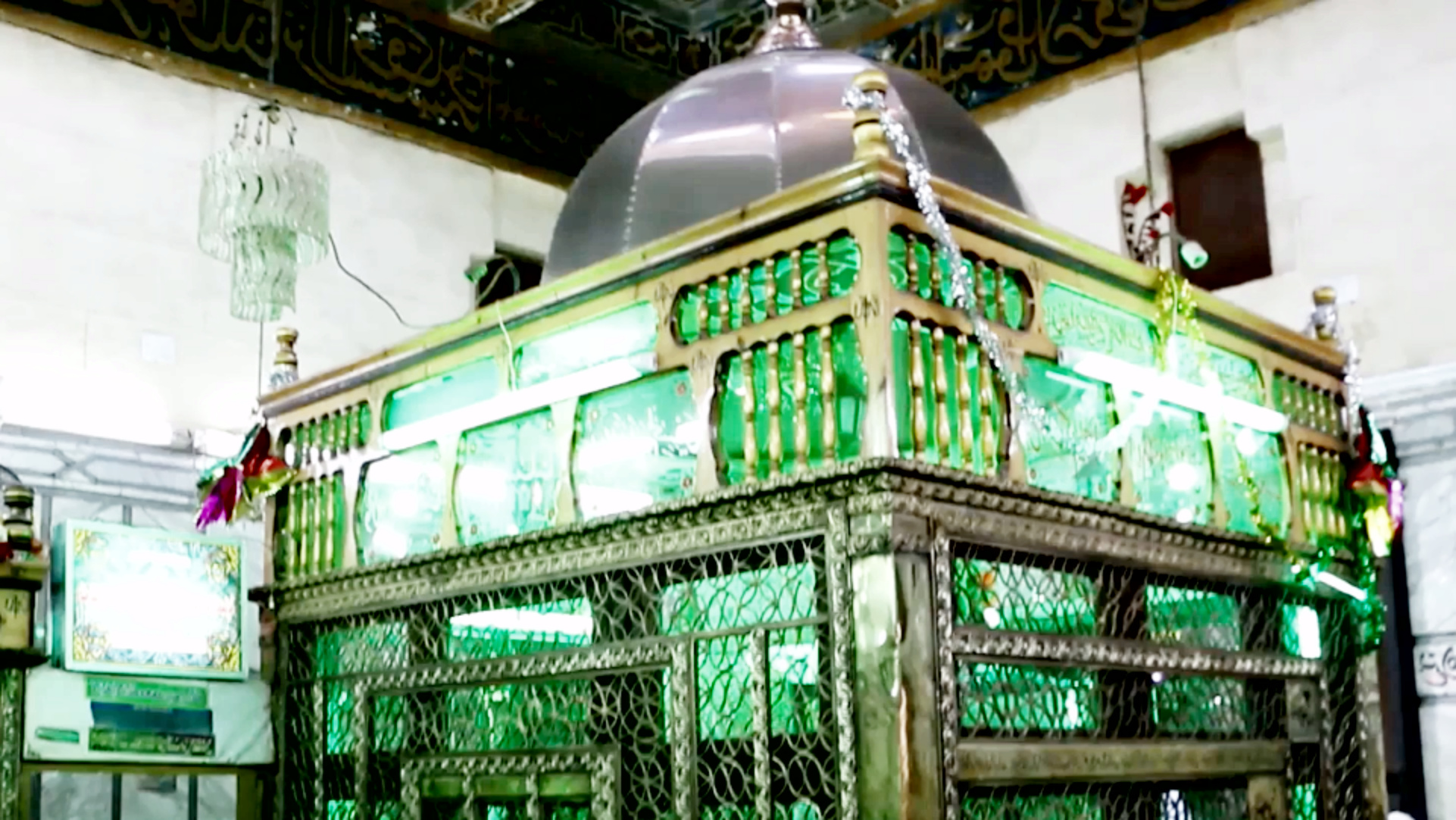
مقام شبل الأسود بمسجده.

تكاد الآثار الإسلامية في المحافظة تتركز في مدينة الشهداء، إذ توجد بها مقبرة ترجع إلى عام 65 هـ، يوجد بها اليوم عدد محدود من الأضرحة وقبة واحدة، يُرجّح أنها تعود إلى العصر الفاطمي نظرًا لتشابهها المعماري مع قبة الجيوشي بالمقطم. وشرق المقابر يقع مسجد شبل الأسود، المنسوب إلى محمد بن الفضل بن العباس بن عبد المطلب، وتتنوع الروايات حول قدومه إلى المدينة، مضمونها أنه استُشهد في ما يُعرف بمعركة الشهداء. وقد أعادت وزارة الأوقاف بناء المسجد في القرن العشرين، وهو يتألف من مربعين الأول فيه صحن مكشوف، والثاني يحتوي على إيوان القبلة. وفي الضلع الغربي للأخير مقامًا يُنسب إلى محمد شبل.

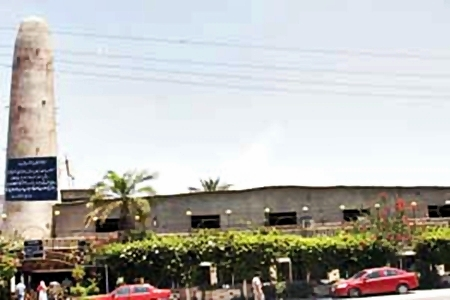
برج المنوفية السياحي.

وفي المنوفية نمط السياحة الريفية، نظراً لمقوماتها التي تتسم بالريفية عن الحضرية المتمثلة في الأراضي الزراعية ونهر النيل ومجاري الترع الرئيسية. وبالمنوفية ثلاث مناطق تخدم السياحة الريفية تقدم خدمات ترويحية وسياحية محدودة، وتلك القرى هي:
- قرية نيس، وتقع بقرية ميت البيضا التابعة لمركز الباجور شرق المحافظة.
- قرية قرية موفي ستار، الواقعة بمدينة شبين الكوم، وتطل على بحر شبين.
- قرية فينيسيا، وتقع في الطرف الشمالي لمدينة شبين الكوم في موقع تفرع ترعة القاصد من الرياح المنوفي.

كما توجد مشروعات سياحية أخرى، أهمها برج المنوفية السياحي، أقامته المحافظة عام 1961 على الأطراف الشرقية لمدينة قويسنا، ويقع على مساحة فدانين. وبه عدة مطاعم ومقاهي وقاعة للأفراح والمناسبات. وقد أشتهر بقضية استيلاء الشركة المستأجرة له على البرج من المحافظة بعد انتهاء عقد الإيجار عام 1992، وقد استردتها المحافظة في 12 يونيو 2011.

## الخدمات
اتجهت الدولة منذ عام 1996 لرصد التنمية البشرية بكل محافظات مصر، اعتماداً على توقع الحياة والخدمات والدليل التعليمي ودليل الناتج المحلي. بلغ دليل التنمية البشرية بالمحافظة 0.693 بعام 2019\20.

### خدمات مياه الشرب

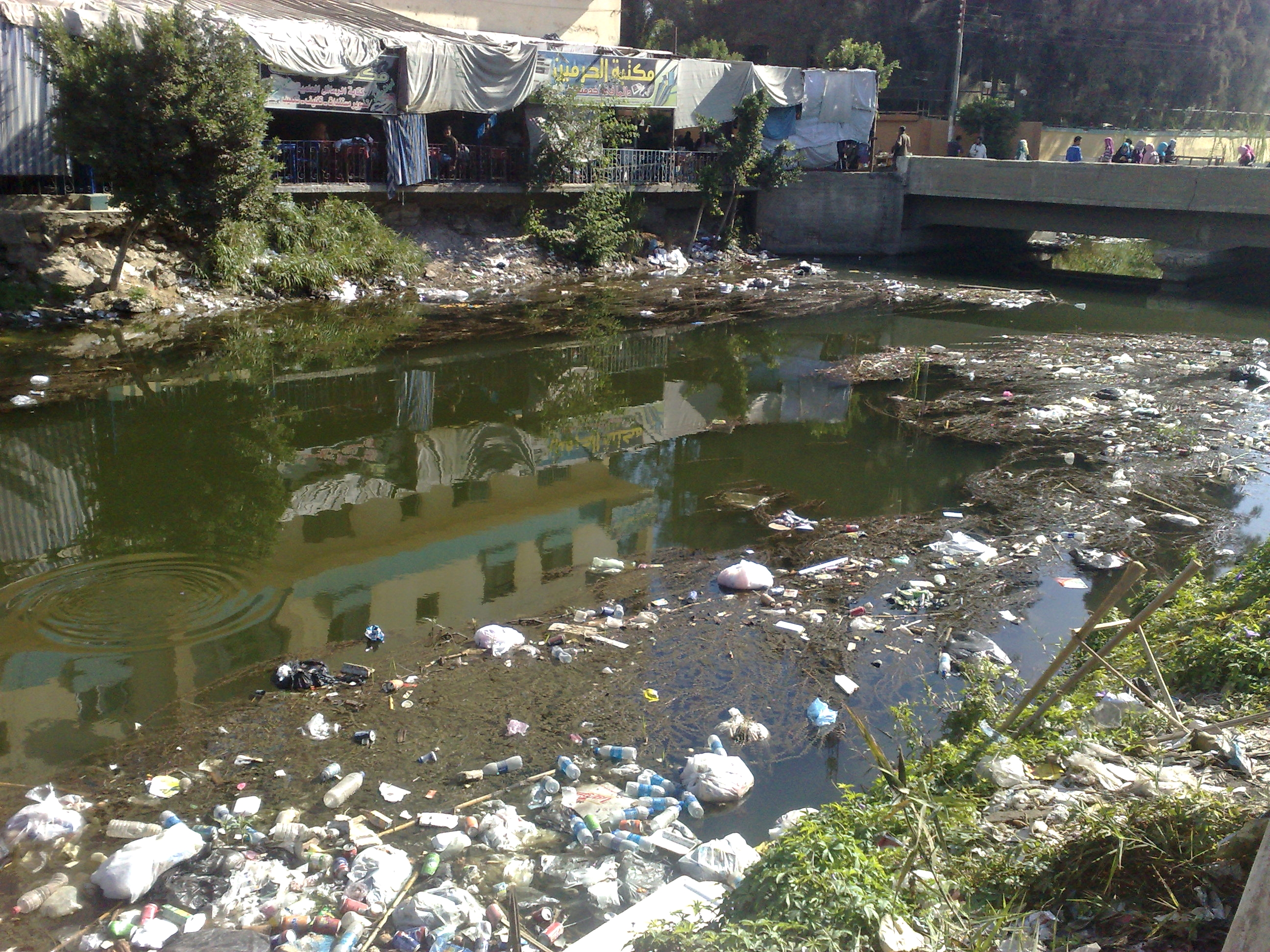
صورة لبحر شبين بمدينة شبين الكوم، وهو ملوث بكافة أشكال التلوث المائي.

يتولى خدمات هذا المرفق الحيوي بالمحافظة قطاع مستقل تابع لوزارة الإسكان والتعمير. وقد بلغ متوسط نصيب الفرد من كمية المياه المستهلكة 63.80 م3 للفرد بعام 2022. تعتمد المحافظة اعتماد بالغ على مياه الآبار الجوفية في تغذية شبكة مياه الشرب فقد بلغ عددها 214 محطة بعام 2015، كما يوجد بها 47 محطة مياه سطحية تعتمد على مياه الترع. تحتوي المحافظة اليوم على 20 محطة معالجة للصرف الصحي طاقتها الفعلية 375.92 ألف م3 باليوم. عدد المشتركين بخدمة مياه الشرب المحافظة حوالي 740,001 مشتركاً في عام 2013. وجاء مركز شبين الكوم بأكبر نسبة لأعداد المشتركين بين مراكز المحافظة، حيث بلغت 135,500 مشترك، وكان أقل المراكز في عدد المشتركين هو مركز السادات، حيث بلغ عدد المشتركين 44,400 مشترك.

### الخدمات الصحية

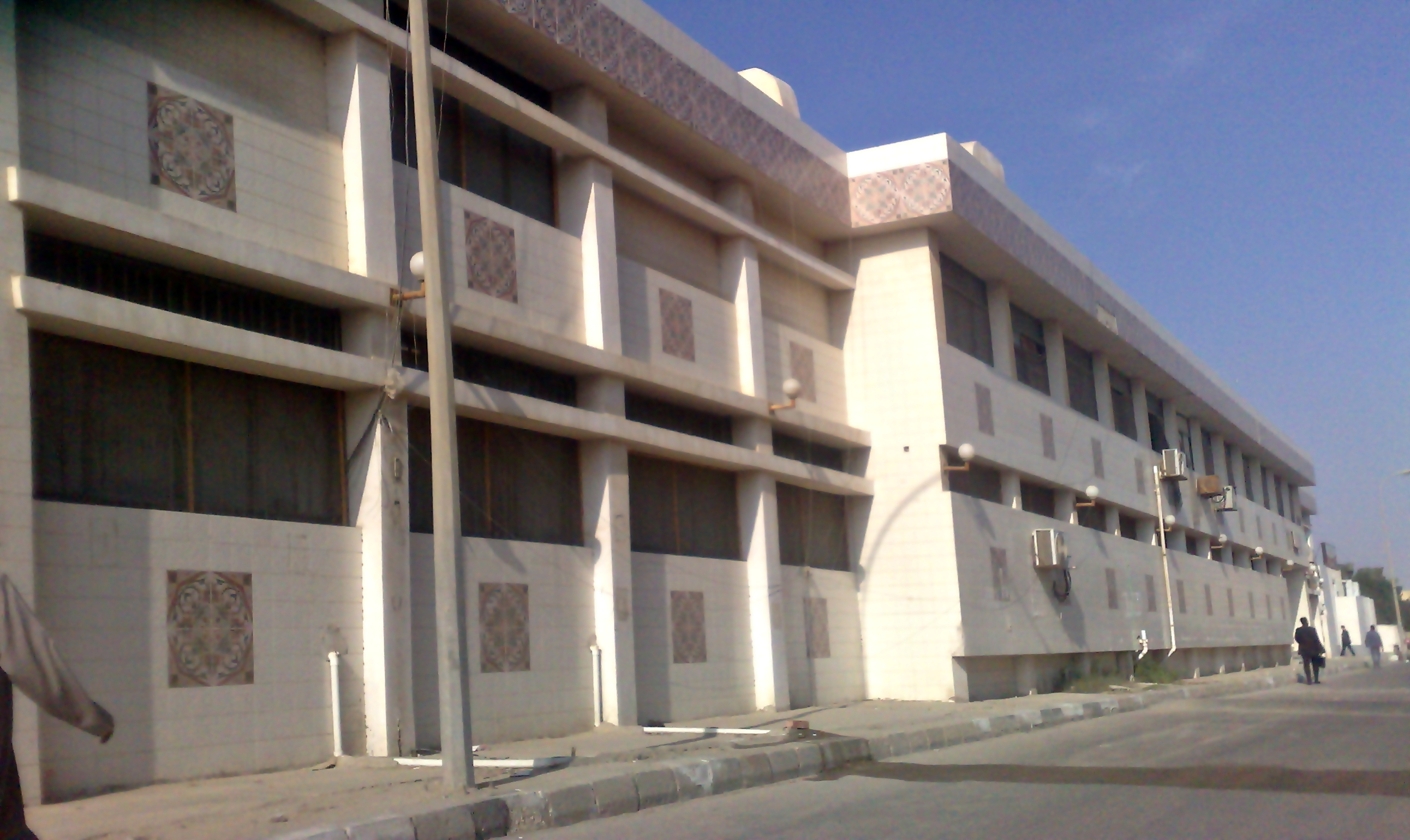
مستشفى السادات المركزي بمدينة السادات.

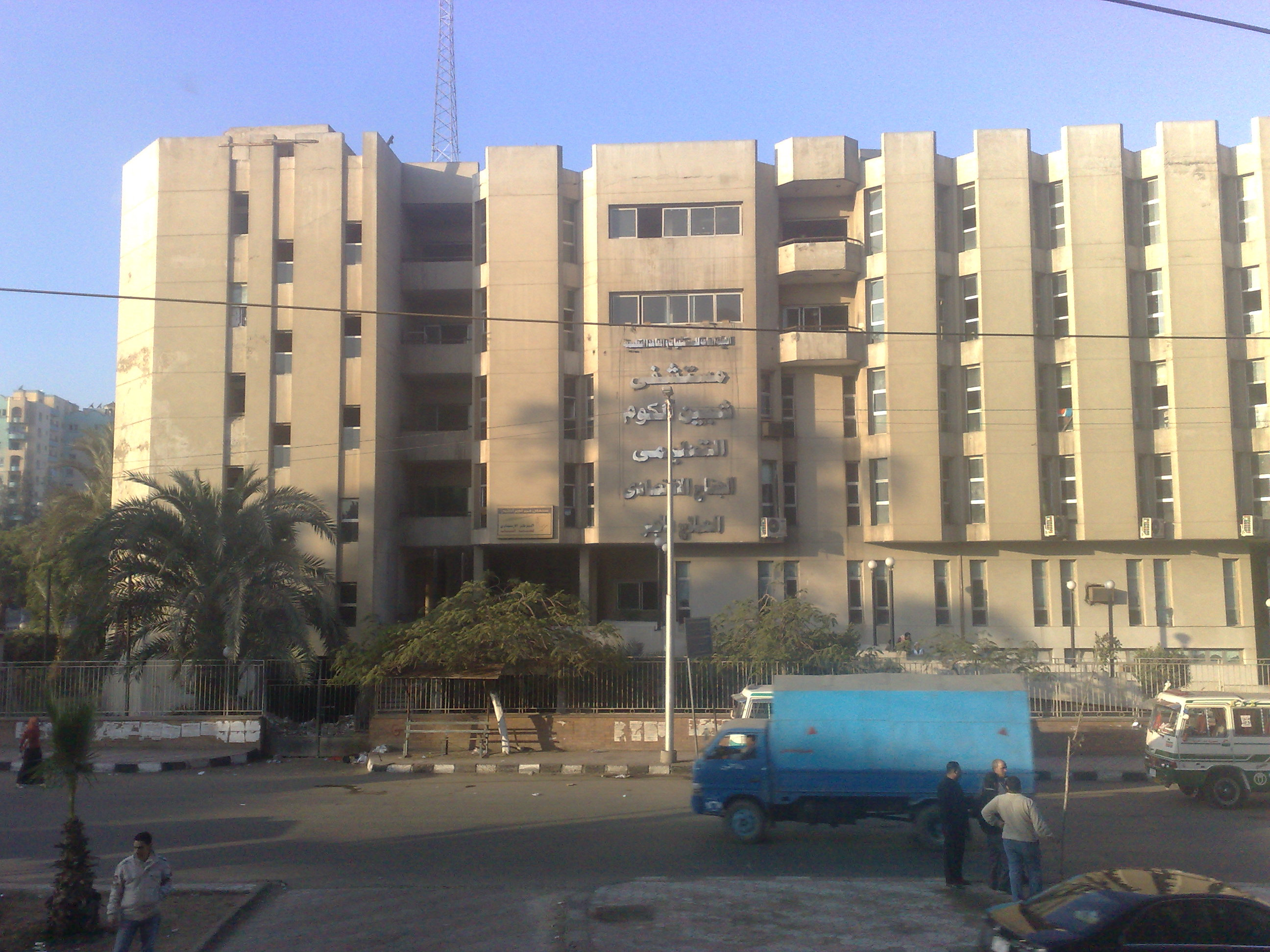
مستشفى شبين الكوم التعليمي.

توجد في محافظة المنوفية تسع مستشفيات عامة ومركزية حكومية، ويُضاف إلى المستشفيات العامة المستشفيات التخصصية التي تقدم خدماتها لأمراض معينة، ويبلغ عدد الكُلّي للمستشفيات 30 مستشفى بإجمالي 3571 سرير. وفيها 59 مستشفى خاصة سعتها 1598 سرير. يعمل بمستشفيات المنوفية 10,098 طبيب بشري بواقع طبيب بشري لكل 472.12 نسمة، و10,497 ممرض. عدد أطباء الأسنان القائمين بالعمل بالمحافظة 1935 والصيادلة 5346. كان عدد الصيدليات المسجلة 3910 صيدلية عامة عام 2022، أربع صيدليات منها فقط تقدم خدمة ليلة. توجد نسبة معتبرة من حالات التقزم عن الأطفال دون سن الخامسة.

### خدمات الترويح الرياضي

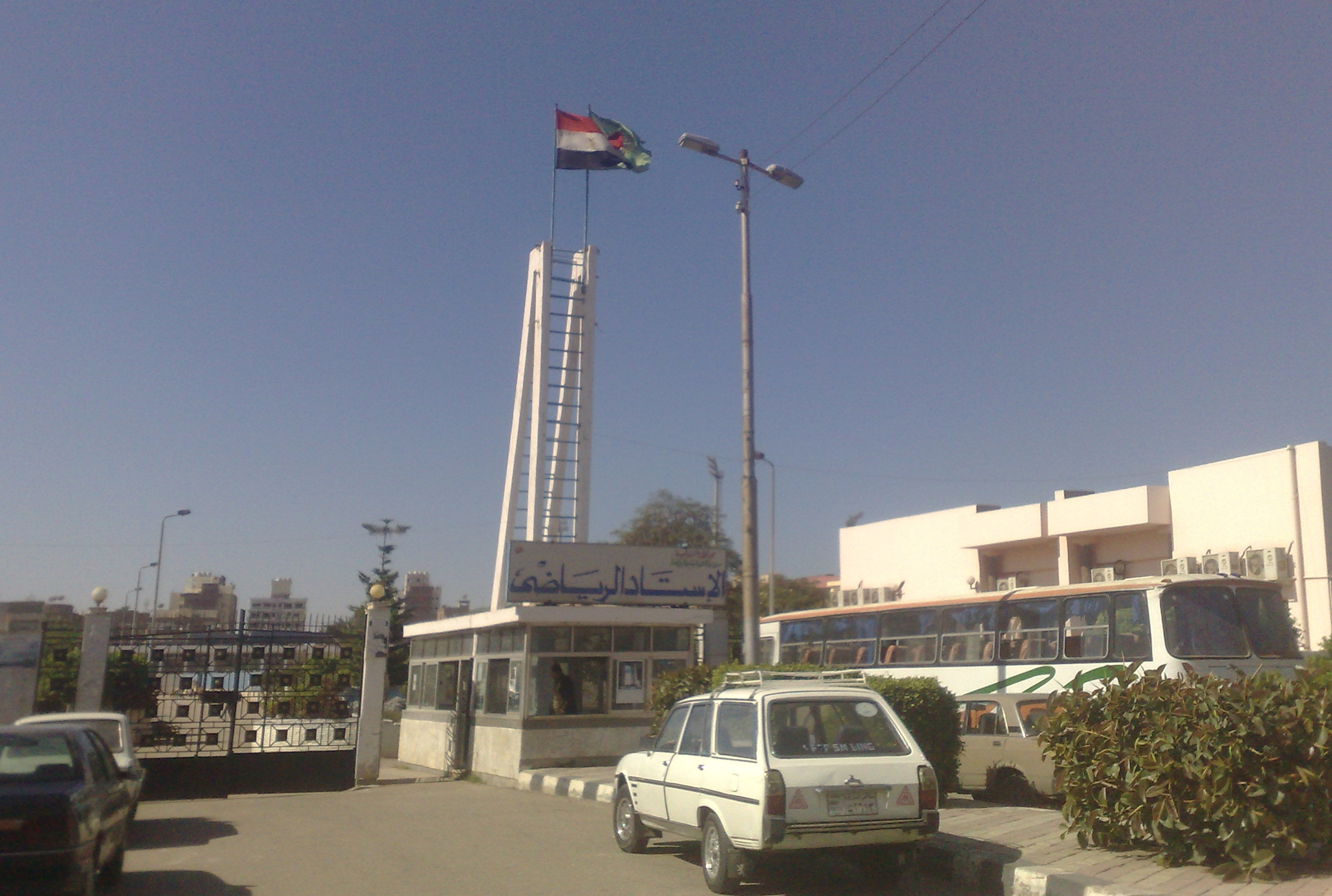
استاد المنوفية الرياضي بشبين الكوم.

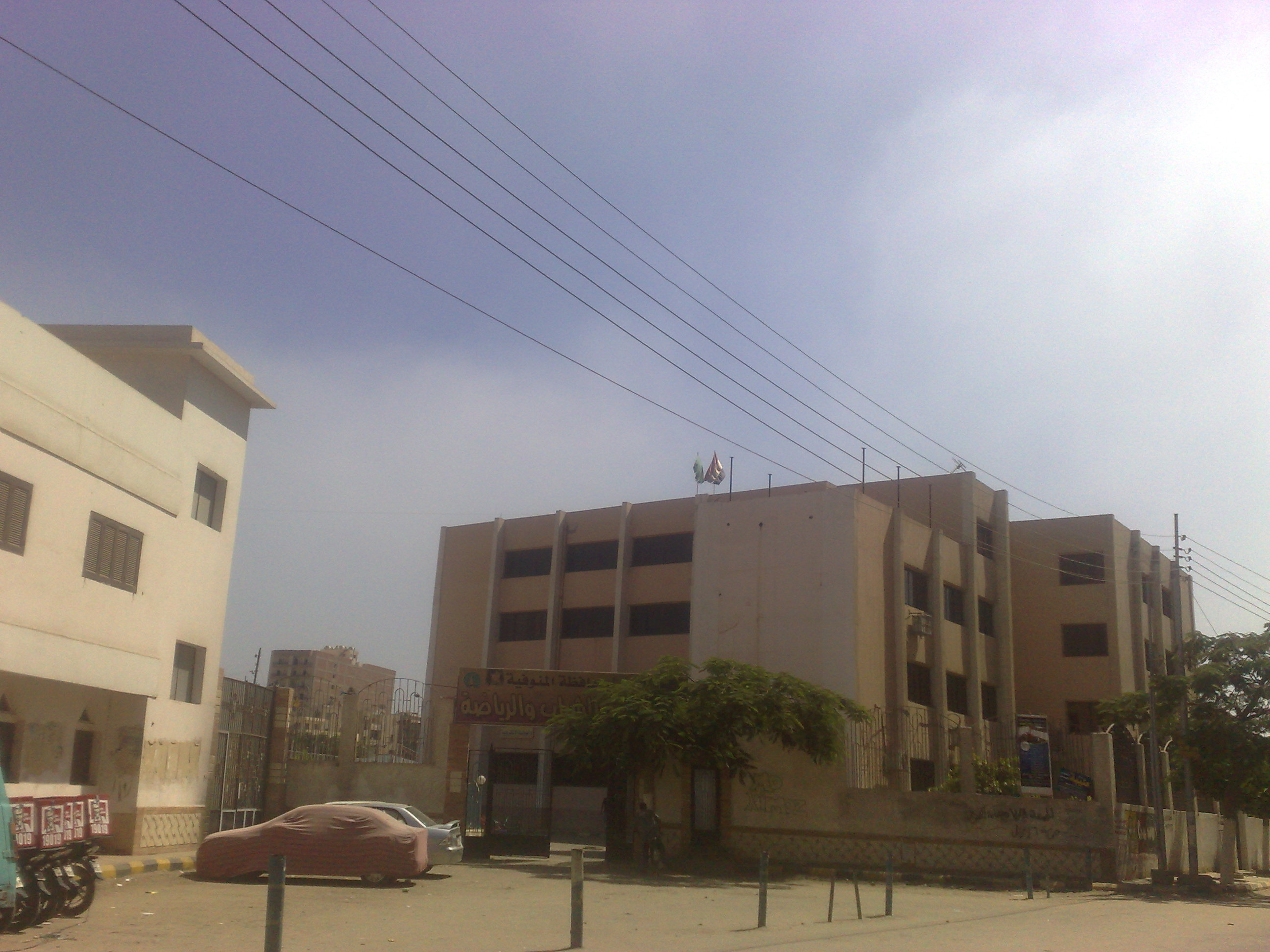
مديرية الشباب والرياضة بالمحافظة.

تتعدد أشكال الخدمة الرياضية والترفيهية الموجهة للشباب بشكلِ خاص في محافظة المنوفية، مثل الأندية ومراكز الشباب والساحات الشعبية والتي تختلف أعدادها من مركز لآخر، بالإجمال يوجد في المحافظة 37 نادي و253 واستاد واحد هو ستاد شبين الكوم. أما بالنسبة لمراكز الشباب، فقط أستحوذ مركز منوف على نصيب الأسد من مراكز الشباب، يحتوي المركز على 55 نادي من إجمالي 288 مركز شباب منتشرة على مراكز المحافظة. يليه مركز الباجور بنصيب 39 مركز شباب، وتذيل القائمة مركز السادات باحتوائه على 7 مراكز شباب فقط لا غير. بالنسبة للفرق الرياضية، فلكل مدينة فريق خاص بها، كلها تصنف من أندية الدرجة الثانية والثالثة، وأشهر النوادي هو نادي جمهورية شبين ومقره شبين الكوم.

### الأخرى
يوجد فيها 6 شركات للتأمين و120 فرع للبنوك العاملة بكثافة مصرفية قدرها 39.73 ألف نسمة للكل فرع، وهي كثافة أعلى من الكثافة العامة للجمهورية. يوجد فيها 271 مكتب بريد حكومي عامل، و93 سنترال سعتها 772.09 ألف خط المستخدم منها 486.39 ألف. تستهلك المحافظة 7086 مليون كيلوواط ساعة أكثر بقليل من النصف موجه للاستخدام المنزلي والباقي موجه للصناعة، يبلغ نصيب الفرد من كمية الكهرباء المستخدمة 749.66 كليوواط ساعة للفرد. ويشترك في خدمات الكهرباء 1849.22 ألف مشترك، وفي خدمة الغاز 595.57 ألف مشترك فقط.

## الطرق والمواصلات

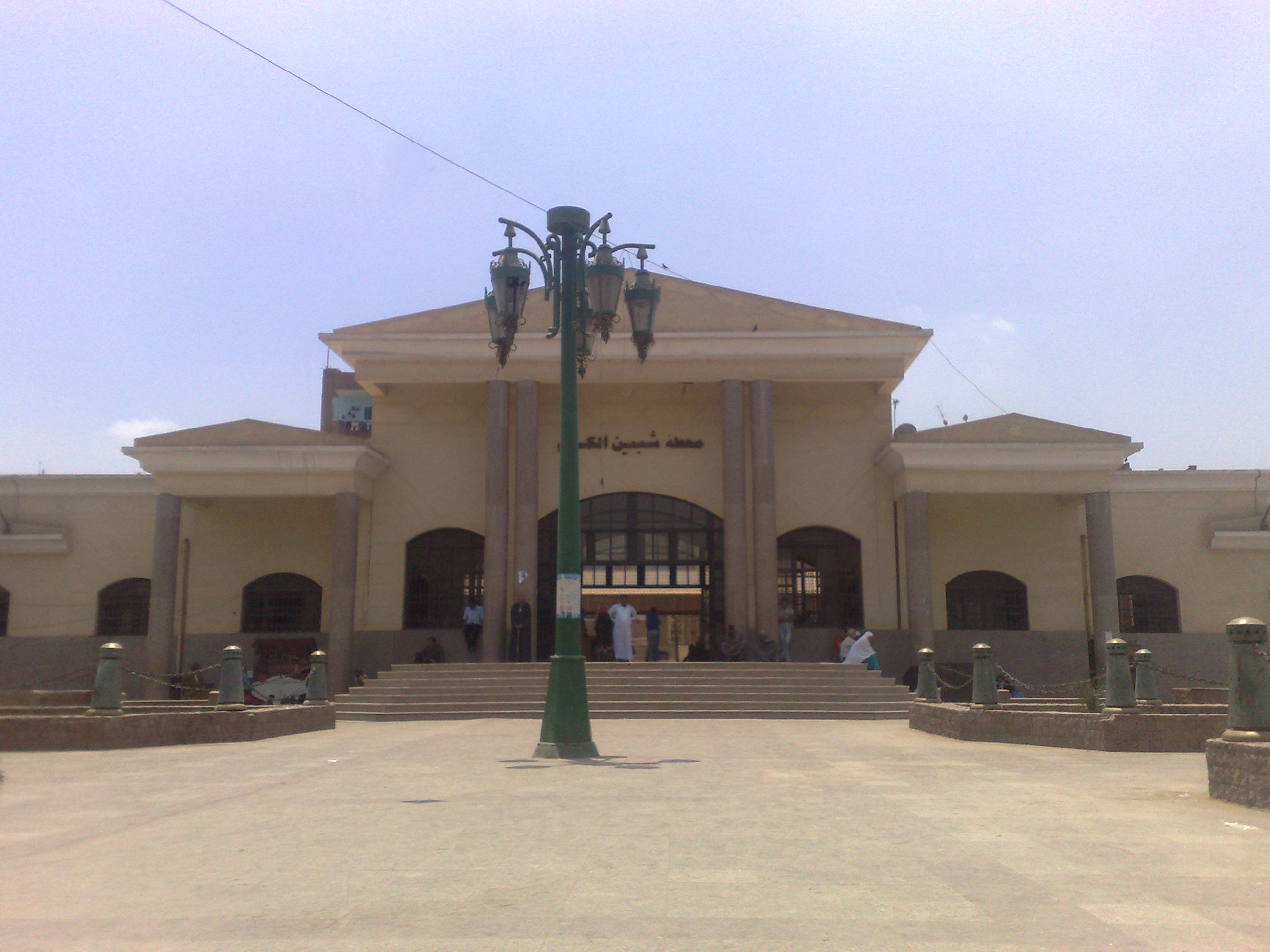
محطة قطارات شبين الكوم.

توجد بمحافظة المنوفية مديرية للطرق تتبع المحافظة، وقد أنشئت بالقرار رقم 153 لسنة 1980 ومقرها مدينة شبين الكوم. إجمالي أطوال الطرق بالمحافظة 4369 كم منها 3.7 ألف كيلومتر مرصوفة 604 كم ترابية، وعدد الكباري 354 كوبري. وعدد المركبات بها 390,841 قطعة سواء سيارة أو نقل ثقيل أو غيرها.
تتميز محافظة المنوفية بمرور ثلاثة من أهم المحاور النقلية في مصر، هم:
- طريق القاهرة الإسكندرية الصحراوي، ويتماشى مع الحدود الجنوبية الغربية لمدينة السادات أقصى غرب المحافظة.
- طريق القاهرة الإسكندرية الزراعي، ويخترق أراضي المحافظة في مركزي قويسنا وبركة السبع في شمال شرق المحافظة.
- الطريق الدائري الإقليمي، ويخترق المحافظة من شرقها إلى غربها بطول بطول نحو 34.5 كم.[وب 57]

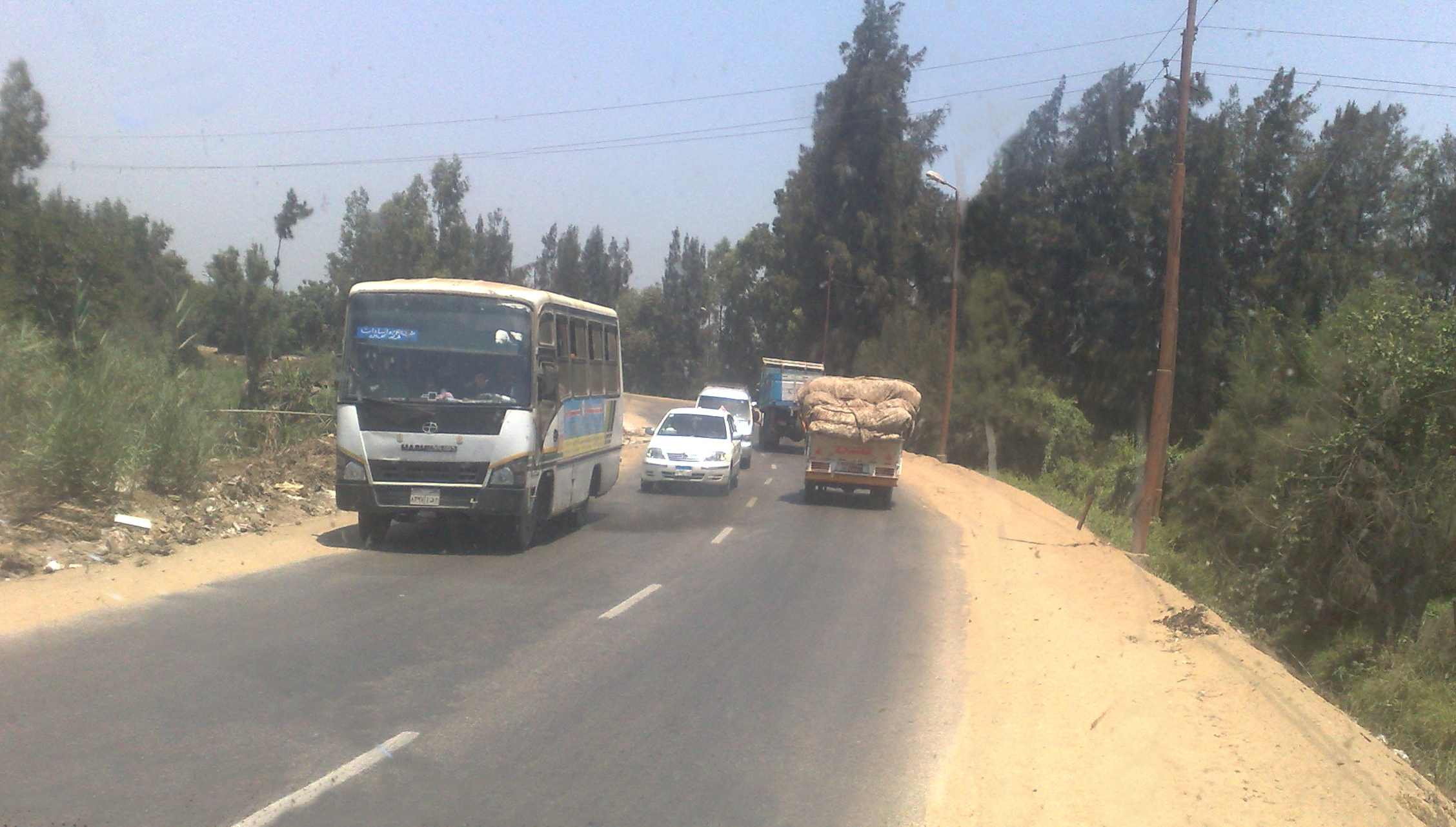
طريق طملاي شبين الكوم يتميز بالضيق وسوء صيانته في معظم المواضع. ويظهر في المقدمة حافلة تسييرها المحافظة ضمن «مرفق أتوبيس المنوفية»، وهي قادمة من شبين الكوم متجهة إلى مدينة السادات.

المحافظة مخدومة جيدًا بشبكة السكة الحديد، إذ تتصل كل مدنها بشبكة السكة الحديد. أكثر خطوط المحافظة حيوية هو الجزء من خط القاهرة الإسكندرية الذي يمر بقوسينا وبركة السبع في شمال شرق المحافظة. أما أطول الخطوط داخل المحافظة فهو خط القاهرة القناطر منوف طنطا، الذي يخترق المحافظة من جنوبها ولشمالها ويمر بأشمون وشبين الكوم وتلا. تتفرع من مدينة منوف وصلتان أيضًا: الأولى تتجه شرقًا إلى بنها بطول 27 كم وتمر بسرس والباجور، والثانية إلى كفر الزيات بطول 50 كم وتمر على الشهداء. ويعبر خط القاهرة (بشتيل) إيتاي البارود مركز السادات، ويتفرع منه عند كفر داود خطّ يربط مدينة السادات بشبكة السكك. يفترض أن تربط مدينة السادات أيضا بالخط الأول من القطار الكهربائي السريع.

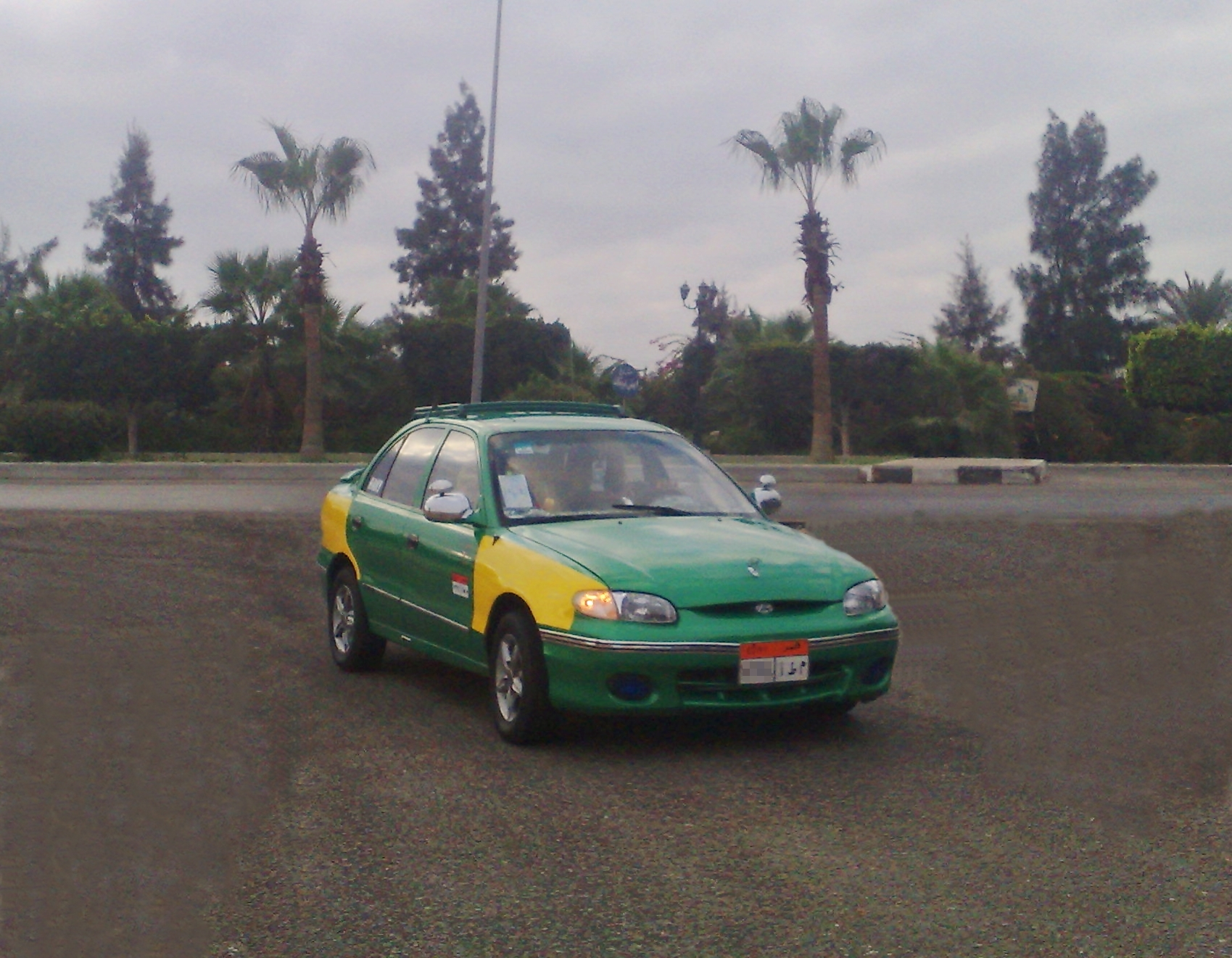
تتميز سيارات الأجرة بالمحافظة باللونين الأخضر والأصفر، الصورة من مدينة السادات.

ولطبيعة المعمور الفيضي بالمنوفية، وكثرة الترع الرئيسية التي تتفرع من المنوفية، فهذا يساهم في الحركة النقلية النهرية بالمحافظة، إلا أن تلك الشبكة النقلية تفتقر المحاور العرضية التي تتجه من الشرق إلى الغرب والعكس، فالسائد هو الترع الطولية الجنوبية الشمالية، وكان الممر الملاحي الوحيد الذي يربط فرع دمياط بفرع رشيد هو ترعة الفرعونية، بطول 37.25 كم، بمعدل انحدار يقدر بأربعة أمتار تقريباً من الجنوب الشرقي للشمال الغربي، وكان يبدأ من شمال قرية الفرعونية على فرع دمياط مروراً بمدينة منوف، وينتهي عند قرية نادر بمركز الشهداء. وقد طمرها محمد علي باشا والي مصر.
أما بالنسبة لتوافر المواصلات، فيتوفر بمحافظة المنوفية كافة أنواع المواصلات البرية. وتسير حافلات نقل داخلي يربط مدن المحافظة ببضعها وعواصم المحافظات الأخرى القريبة. لكن معظم المواصلات العامة تتميز بالسوء، فتظهر الخدمات المتردية بشكل ملحوظ في مراكز أشمون ومنوف، بينما يظهر نطاقاً رديئاً آخر بشكل متقطع في المراكز الشمالية (قويسنا وبركة السبع وتلا والشهداء). أما بالنسبة لمدينة السادات، فالمواصلات ردئية الاتصال بمدن المحافظة على عكس اتصالها بشكلِ جيد بمحافظات أخرى بعيدة عنها نسبياً كالقاهرة والجيزة والبحيرة والإسكندرية والدقهلية. في المنوفية فيما بين فرعي النيل -بدون مركز السادات- تتسم الطرق بالسوء والإهمال في صيانتها، فمعظم الطرق مليئة بالحفر والمطبات بجانب إنها ضيقة وتمتلئ بانشغالات من المحال التجارية والمعارض والورش والباعة الجائلين، مما يعوق الحركة المرورية وتلحق أضراراً بالغة بالسيارات.

## المحافظون

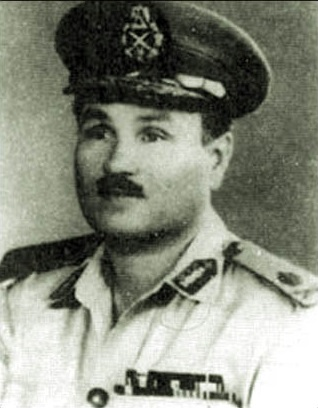
محمد سعد الدين محافظ المنوفية بالسبعينات، كان قبل ذلك قائد عسكري ومحافظ لمطروح.

المحافظ هو ممثل السلطة التنفيذية في المحافظة ورئيس المجلس التنفيذي للمحافظة، ويعينه أو يعفيه من منصبه رئيس الجمهورية. وفيما يلي محافظو المنوفية:
| الاسم                           | بداية الفترة   | نهاية الفترة   |
| ------------------------------- | -------------- | -------------- |
| محمد متولي موسى                 | 10 سبتمبر 1960 | 12 ديسمبر 1964 |
| يوسف حافظ أحمد إسماعيل          | 12 ديسمبر 1964 | 18 نوفمبر 1965 |
| إبراهيم مصطفى بغدادي            | 18 نوفمبر 1965 | 31 أغسطس 1967  |
| محمد جمال الدين حماد            | 31 أغسطس 1967  | 8 مايو 1968    |
| أحمد سلطان إسماعيل              | 8 مايو 1968    | 18 يونيو 1971  |
| حسين كامل مصطفى                 | 18 يونيو 1971  | 29 مايو 1974   |
| نايل شوكت الجمال                | 29 مايو 1974   | 16 نوفمبر 1976 |
| محمد سعد الدين مأمون            | 16 نوفمبر 1976 | 15 مايو 1977   |
| سليمان متولي سليمان             | 15 مايو 1977   | 29 نوفمبر 1978 |
| محمود محمد محروس أبو حسين       | 29 نوفمبر 1978 | 28 سبتمبر 1981 |
| عبد المنصف حزين                 | 28 سبتمبر 1981 | 18 مايو 1982   |
| حمدي حسين الحكيم                | 18 مايو 1982   | 13 يوليو 1986  |
| يحيى محمد حسن                   | 13 يوليو 1986  | 21 أغسطس 1991  |
| فكري عبد الحميد                 | 21 أغسطس 1991  | 21 أبريل 1993  |
| عدلي عبد الشكور حسين            | 21 أبريل 1993  | 31 أكتوبر 1999 |
| عثمان أحمد متولي شاهين          | 31 أكتوبر 1999 | 15 يوليو 2004  |
| فؤاد سعد الدين محمد سعد الدين   | 15 يوليو 2004  | 1 يناير 2006   |
| حسن محمد أحمد حميدة             | 1 يناير 2006   | 17 أبريل 2008  |
| سامي محمود محمود عمارة          | 17 أبريل 2008  | 19 أبريل 2011  |
| أشرف محمد حسن هلال              | 19 أبريل 2011  | 5 سبتمبر 2012  |
| محمد علي محمد إسماعيل بشر       | 5 سبتمبر 2012  | 16 يونيو 2013  |
| أحمد شعراوي عبد الله محمد       | 16 يونيو 2013  | 15 سبتمبر 2013 |
| أحمد شيرين عبد الرحمن فوزي      | 15 سبتمبر 2013 | 7 فبراير 2015  |
| هشام عبد الباسط عبد الرحمن يونس | 7 فبراير 2015  | 30 أغسطس 2018  |
| سعيد محمد محمد عباس             | 30 أغسطس 2018  | 27 نوفمبر 2019 |
| إبراهيم أحمد أبو ليمون          | 27 نوفمبر 2019 | في المنصب      |

## أعلام مشاهير المنوفية

عبد الله شحاتة
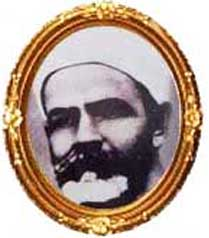
عبد المجيد سليم
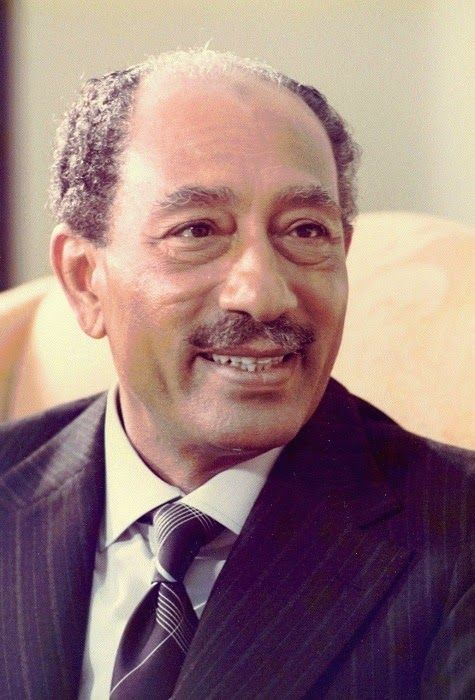
محمد أنور السادات
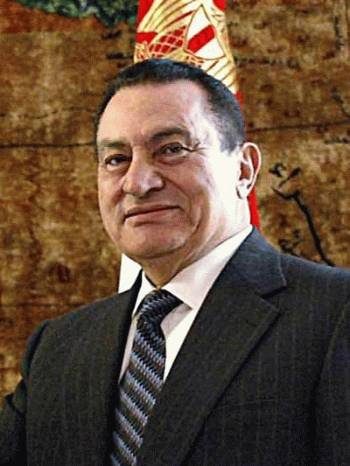
محمد حسني مبارك
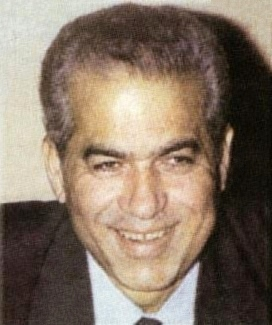
كمال الجنزوري

- إبراهيم الباجوري، شيخ الأزهر الأسبق.[192]
- عبد المجيد سليم، شيخ الأزهر الأسبق.[193]
- عبد الله شحاتة، من علماء الأزهر.
- السيد سابق، من علماء الأزهر.
- محمد الأحمدي أبو النور وزير الأوقاف الأسبق ومن علماء الأزهر.[194]
- شعبان الصياد، قارئ القرآن الكريم.
- عبد الفتاح الشعشاعي، قارئ القرآن الكريم.
- محمود علي البنا، قارئ القرآن الكريم.
- محمد أنور السادات، الرئيس المصري الأسبق.[وب 68]
- محمد حسني مبارك، الرئيس المصري الأسبق.[وب 69]
- كمال الجنزوري، رئيس الوزراء الأسبق.[وب 70]
- محمد علي بشر، وزير التنمية المحلية الأسبق.[وب 71]
- عبد العزيز فهمي، أول وزير عدل مصري، وواضع دستور 1923.[195]
- أحمد رشدي، وزير الداخلية الأسبق.[196]
- إسماعيل سلام، وزير الصحة الأسبق.[197]
- شمس بدران، وزير الحربية الأسبق.[198]
- عبد الغني الجمسي، وزير الدفاع الأسبق.
- كمال الشاذلي، وزير شئون مجلسي الشعب والشورى الأسبق.[199]
- زكي بدر، وزير الداخلية الأسبق.[200]
- أحمد زكي بدر، وزير التنمية المحلية ووزير التربية والتعليم الأسبق.[201]
- محمد عبد الحليم موسى، وزير الداخلية السابق.[201]
- أمين هويدي، رئيس جهاز المخابرات العامة الأسبق ووزير الحربية الأسبق.[202]
- عاطف السادات، نقيب طيار حربي، أول شهيد في حرب أكتوبر 1973.
- مصطفى محمود، طبيب وكاتب وأديب.
- نجيب الهلالي جوهر، رئيس جامعة القاهرة الأسبق.[وب 72]
- إبراهيم عبد القادر المازني، شاعر وصحفي وكاتب روائي.[203]
- إبراهيم عيسى، صحفي.
- أمين الخولي، عالم لغوي وأديب.[204]
- زكي مبارك، أديب وشاعر وصحفي.[205]
- عبد الرحمن الشرقاوي، كاتب وأديب.[206]
- فاروق الفيشاوي، ممثل.
- ممدوح عبد العليم، ممثل.
- صلاح السعدني، ممثل.
- سعيد صالح، ممثل.
- ماجدة الخطيب، ممثلة.
- عبد الواحد السيد، حارس مرمي.[وب 73]